# Poitiers
Pour l’article ayant un titre homophone, voir Poitier.
Poitiers — prononcé [pwa.tje —; Potchiers en poitevin, est une commune du Centre-Ouest de la France, chef-lieu (préfecture) du département de la Vienne. Capitale de la région culturelle et historique du Poitou et jusqu'en 2016 de l'ancienne région administrative de Poitou-Charentes, elle constitue désormais un pôle d'équilibre dynamique dans le nord de la région Nouvelle-Aquitaine.
Avec plus de 31 000 étudiants, Poitiers est une ville universitaire majeure depuis la création en 1431 de son université, ayant notamment accueilli René Descartes, Joachim du Bellay ou François Rabelais. Il s’agit du deuxième pôle universitaire de la région après sa capitale Bordeaux, en lien étroit avec les universités de Limoges et Tours, disposant d’antennes universitaires à Angoulême et Niort.
Arrosée par le Clain et la Boivre, avec une population de 89 472 habitants en 2022, Poitiers est la commune la plus peuplée de la Vienne. Son agglomération compte 134 397 habitants en 2021 et constitue le cœur d'une aire d'attraction de 281 789 habitants en 2021. La communauté urbaine du Grand Poitiers compte, quant à elle, 197 277 habitants en 2021.
L’agglomération de Poitiers, localisée à mi-chemin entre Paris et Bordeaux, accueille sur son territoire le Futuroscope, premier site touristique de Nouvelle-Aquitaine et l'un des parcs de loisirs français les plus fréquentés avec 2 millions de visiteurs annuels (après Disneyland Paris, au même niveau que le Parc Astérix). Implantée autour du parc, la technopole du Futuroscope compte de grandes administrations ou entreprises publiques (CNED, Canopé…) et privées, d'envergure nationale, des établissements d’enseignement supérieur, ainsi que des laboratoires de recherche de pointe au niveau européen.
Poitiers accueille également sur son territoire des entreprises emblématiques comme Dassault ou Saft et compte parmi ses principaux employeurs le CHU de Poitiers, l'université de Poitiers et le siège du Crédit Agricole Touraine-Poitou.
Ville d'art et d'histoire, capitale du duché d’Aquitaine du Xe au XIIIe siècle, celle qu'on nomme encore « La ville aux cent clochers » ou « La ville aux cent églises », dotée d’un patrimoine ancien et riche, Poitiers regroupe un important ensemble monumental, comprenant notamment le baptistère Saint-Jean (IVe siècle), l'hypogée des Dunes (VIIe siècle), l'église Notre-Dame-la-Grande (XIIe siècle), l'église Saint-Porchaire (XIIe siècle) ou encore la cathédrale Saint-Pierre (fin du XIIe siècle — début du XIIIe siècle).
Ville de culture, elle accueille sur son territoire le Théâtre Auditorium de Poitiers, équipement à rayonnement régional, qui permet au plus grand nombre de bénéficier d'une offre de spectacles à la fois pointus et grand public. Chaque année depuis 1990, se tient le Poitiers Film Festival qui met à l'honneur des jeunes talents du monde entier dans le domaine du cinéma. Elle accueille chaque année les Rencontres Michel Foucault, philosophe mondialement reconnu qui a grandi dans la cité. Elle regroupe également le premier événement national de jeux vidéos, la Gamers Assembly.
Ville de sciences, elle accueille sur son territoire l'Espace Mendes France, centre de culture scientifique et technique marqué par la figure de l'intellectuel Edgar Morin. Camille Guérin, découvreur du vaccin contre la tuberculose, y est né et le paléontologue responsable de la découverte de Toumaï Michel Brunet y a longtemps enseigné.
Ville de sport, elle est dotée de plusieurs infrastructures d'envergure nationale dans de nombreuses disciplines sportives. Elle a vu naître le champion de patinage artistique Brian Joubert et regroupe un tissu de nombreuses associations sportives. Accueillant des événements sportifs et culturels, l’Aréna Futuroscope est une salle qui propose une programmation variée dans un équipement aux caractéristiques techniques performantes.
Ville administrative et tertiaire, le cœur historique de Poitiers concentre de nombreux édifices remarquables, de splendides maisons à colombages, quelques hôtels particuliers — hôtel Fumé, hôtel Jean Beaucé — ainsi que le palais des comtes de Poitiers-ducs d'Aquitaine (XIIe siècle), où la reine de France puis d'Angleterre Aliénor d'Aquitaine tenait sa cour.

## Géographie

### Situation
La ville de Poitiers est située sur le seuil du Poitou, passage peu élevé entre le Massif armoricain à l'ouest et le Massif central à l'est. Il s'agit donc d'une voie de passage facile entre le Bassin parisien et le Bassin aquitain, à 340 km au sud-ouest de Paris, 105 km de Tours, 120 km d'Angers, 130 km de Limoges, 140 km de La Rochelle, 180 km de Nantes et à 220 km de Bordeaux. Poitiers jouit donc d’une position favorable sur un axe nord-sud et est-ouest.

### Communes limitrophes
Poitiers est limitrophe des communes suivantes :
| Migné-Auxances              | Buxerolles          | Montamisé                |
| Biard Vouneuil-sous-Biard   | Poitiers            | Bignoux Sèvres-Anxaumont |
| Fontaine-le-Comte Croutelle | Saint-Benoît Ligugé | Mignaloux-Beauvoir       |

### Géologie et relief
Le site de Poitiers est un vaste promontoire en spatule enserré entre les vallées de la Boivre et du Clain, qu'il domine d’une quarantaine de mètres de haut. Les rivières ont creusé de profondes vallées. Ce promontoire est relié au plateau par un pédoncule étroit, au lieu-dit la Tranchée, qui tire son nom du fossé creusé pour couper ce passage et isoler ainsi Poitiers du pays environnant. Le premier creusement daterait de l’oppidum gaulois, et il fut maintenu jusqu'au XVIIIe siècle. L'aspect défensif du site est donc prépondérant, mais son intérêt provient également d'une vaste superficie (2,3 km sur 1,3 km, soit 250 ha) très facilement défendable, jusqu'à l'invention de l'artillerie du moins. Ces deux caractères, étendue et facilité de la défense, ont fait que le site de la ville n'a pas été déplacé à l'époque romaine, comme cela est souvent arrivé (Alésia, Lutèce). Ce vaste espace permettait de faire pâturer les troupeaux à l'abri, puis à partir du Moyen Âge, d'aménager des jardins potagers et des vignes.
Les rivières étaient franchies sur des gués entretenus, sur les sites des actuels pont Joubert et pont Saint-Cyprien. En cas de siège, les gués étaient démolis.
Actuellement, la ville de Poitiers s'étend sur le plateau de part et d'autre des vallées, notamment en direction de l'est (campus, CHU, zones commerciales et d'habitation) et du Nord (technopole du Futuroscope). Situé sur la commune de Poitiers, le lieu-dit le Breuil-Mingot constitue encore une agglomération séparée, malgré la création de nouveaux quartiers à l'est de Saint-Éloi.
La géomorphologie du plateau, enserré entre les vallées de la Boivre et du Clain, doit son origine à la nature carbonatée du sous-sol. Les falaises du promontoire datent des périodes géologiques de l'Aalénien au Bathonien (entre 175 et 164 millions d'années) et forment une épaisse série d'environ 100 m de calcaire. Cette assise a ensuite été érodée par les rivières dont les vallées se sont profondément enfoncées dans les calcaires, formant ainsi le promontoire pictave. Le toit de l'Aalénien s'observe au sud, dans la grotte à Calvin, sous la forme d'un calcaire gris parfois dolomitisé. Viennent ensuite les calcaires bioclastiques à entroques et nombreux trichites du Bajocien moyen (falaise de Montmidi). Ils sont surmontés par des calcaires grenus à silex du Bajocien supérieur et du Bathonien (falaises du Porteau et de la Porte de Paris). Plus au nord, apparaissent les calcaires blancs sans silex du Callovien, au-dessus d'une surface rubéfiée qui s'observe à la faveur des travaux récents.

### Hydrographie
La ville est traversée par le Clain, qui se jette dans la Vienne, et son affluent la Boivre.

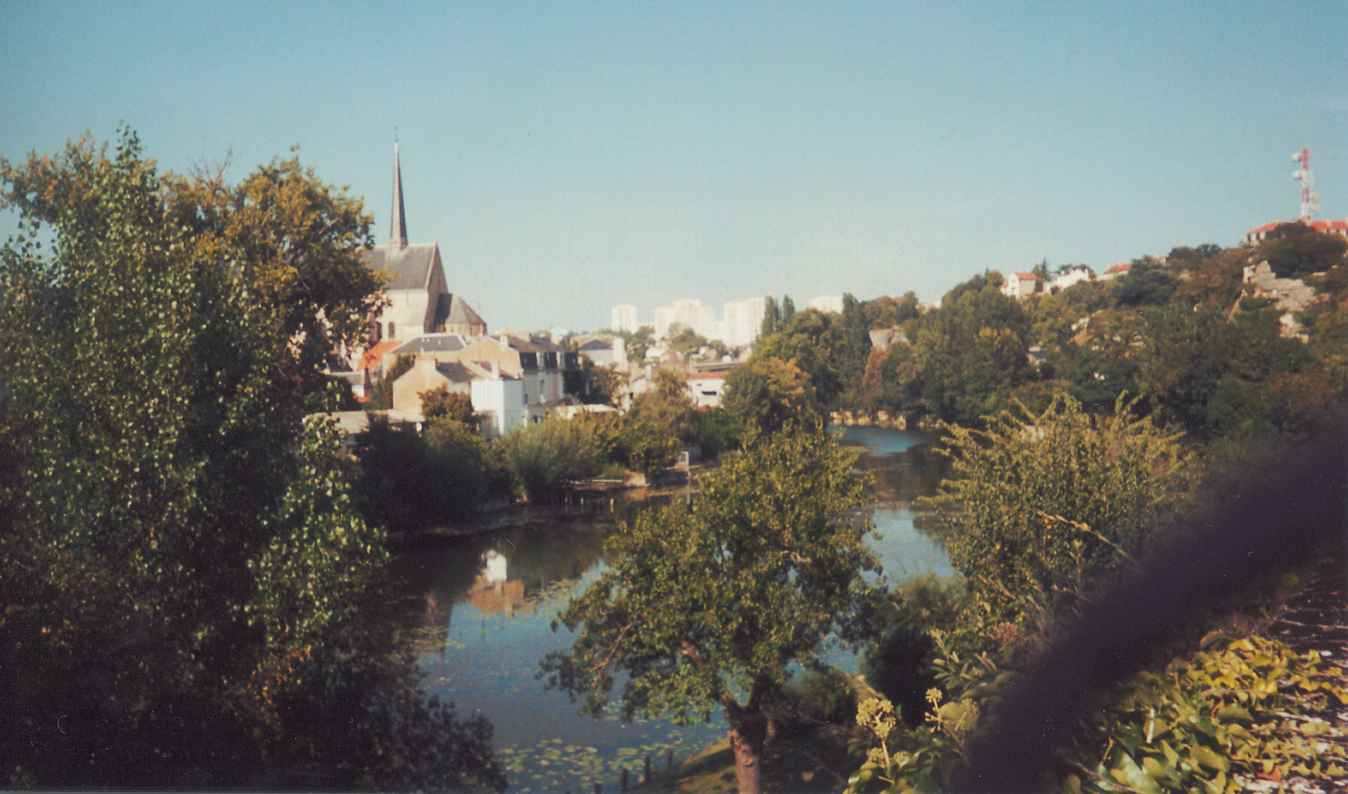
Le Clain.
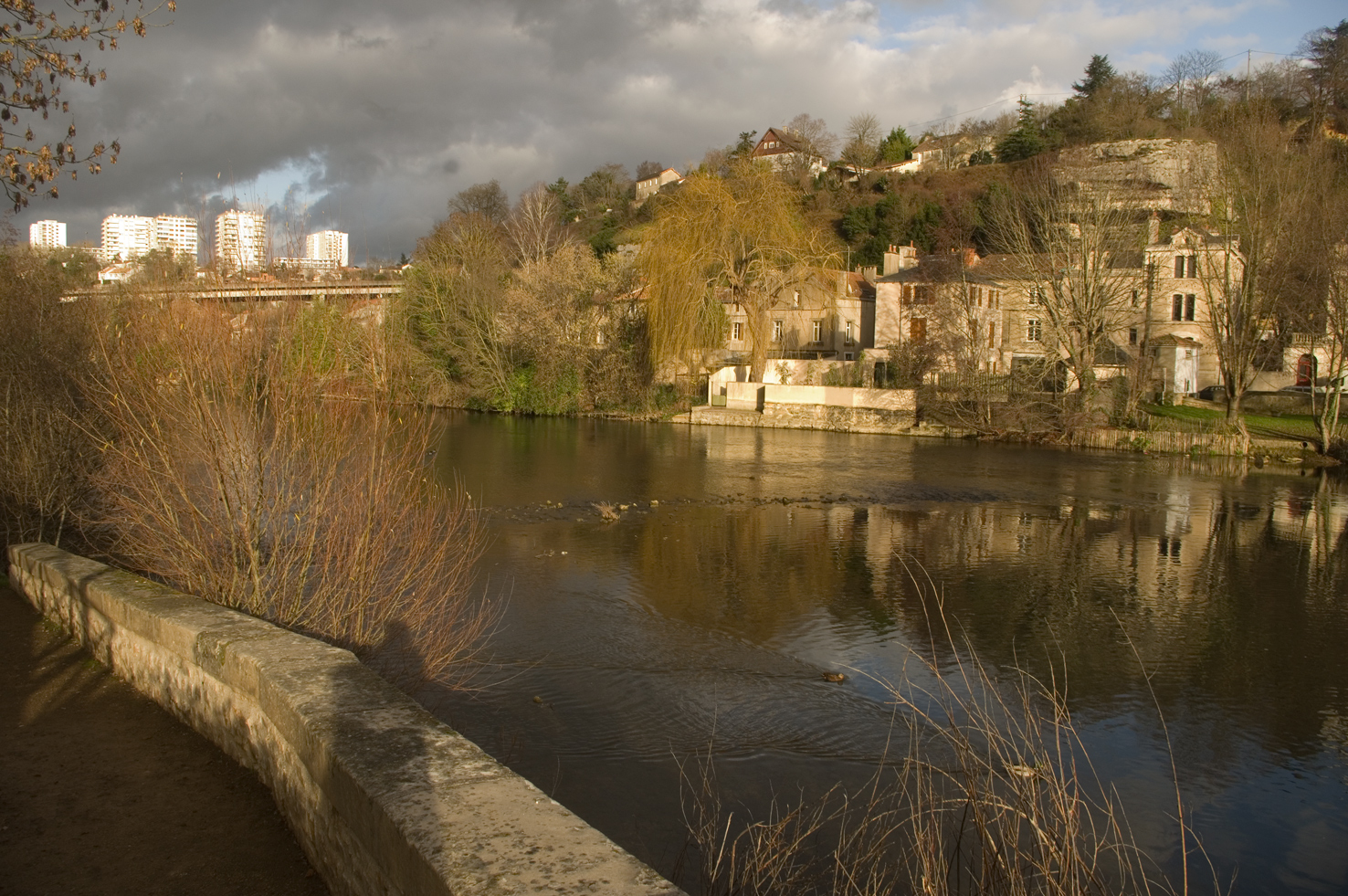
Le Clain au sud du pont de la Pénétrante avec vue sur les immeubles des Couronneries plus au nord.
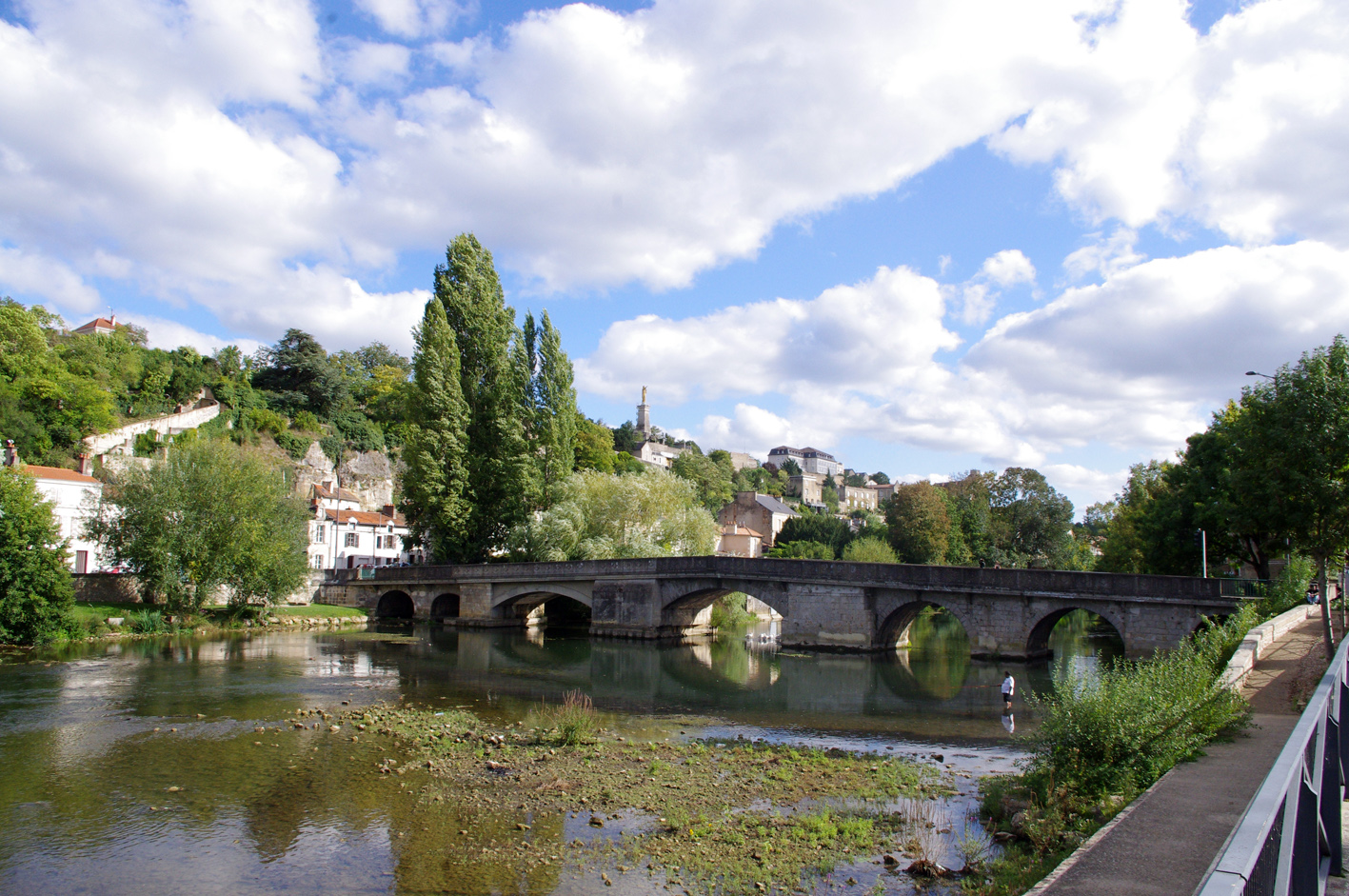
Le Clain au pont Joubert.

### Climat
Pour des articles plus généraux, voir Climat de la Nouvelle-Aquitaine et Climat de la Vienne.
Historiquement, la commune est exposée à un climat océanique du nord-ouest.
En 2020, Météo-France publie une typologie des climats de la France métropolitaine dans laquelle la commune est exposée à un climat océanique altéré et est dans la région climatique Poitou-Charentes, caractérisée par un bon ensoleillement, particulièrement en été et des vents modérés.
Pour la période 1971-2000, la température annuelle moyenne est de 12,1 °C, avec une amplitude thermique annuelle moyenne de 15,1 °C. Le cumul annuel moyen de précipitations est de 726 mm, avec 11 jours de précipitations en janvier et 6,6 jours en juillet. Pour la période 1991-2020, la température moyenne annuelle observée sur la station météorologique la plus proche, située sur la commune de Biard à 2 km à vol d'oiseau, est de 12,2 °C et le cumul annuel moyen de précipitations est de 695,3 mm,. Pour l'avenir, les paramètres climatiques de la commune estimés pour 2050 selon différents scénarios d'émission de gaz à effet de serre sont consultables sur un site dédié publié par Météo-France en novembre 2022.

### Voies de communication et transports

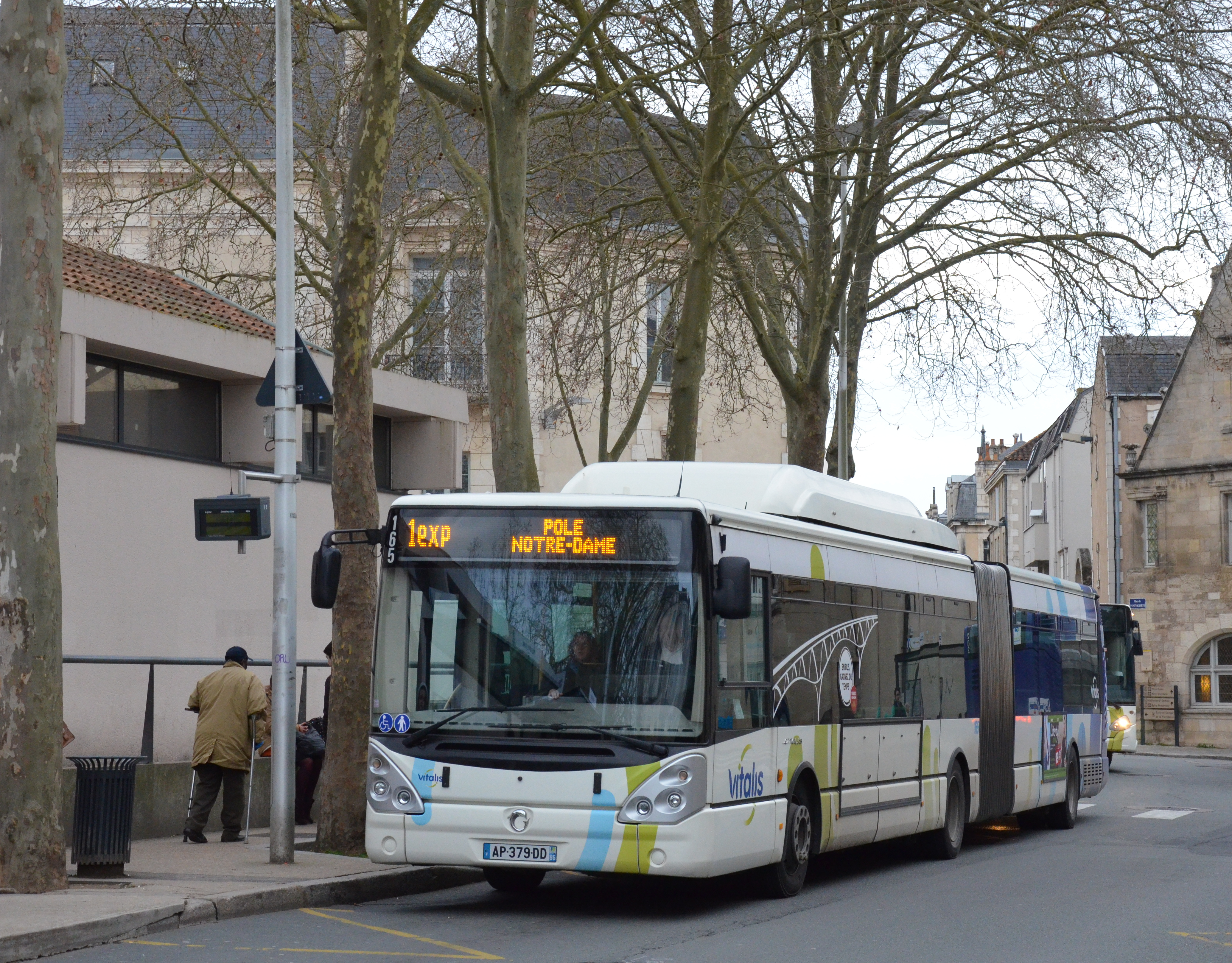
Bus articulé Vitalis à l'arrêt Notre-Dame, à proximité de Notre-Dame-la-Grande.

La ville de Poitiers est desservie par l’autoroute A10 (sorties 28 : Futuroscope/Chasseneuil-du-Poitou, 29 : Poitiers-Nord, et 30 : Poitiers-Sud), par la nationale 10 qui contourne Poitiers par l'ouest (déclassée en RD910). À l'ouest de la ville, part également la RN 11 vers Niort et La Rochelle et la RN 149 vers Nantes.
À l’est, la ville est traversée par la RN 147 (route nationale Angers - Limoges) d'où part la RN 151 (route Poitiers - Auxerre).
La ville de Poitiers (ainsi que le Futuroscope) sont desservis par le TGV Atlantique. La tranche Tours-Bordeaux de la LGV Sud Europe Atlantique permet de rejoindre Bordeaux en 1 h 5 min et Paris en 1 h 20 min. La LGV Poitiers - Limoges est à l’étude mais reportée après 2030 à la suite de l'avis de la Commission mobilité 21.
Poitiers est également desservie par les cars Lignes en Vienne, Eurolines, Flixbus et Ouibus, via la gare routière de Poitiers-Toumaï.
Le TER Nouvelle-Aquitaine permet de relier Poitiers à Bordeaux, Angoulême, Limoges, La Rochelle (via Niort), Royan et les autres agglomérations de la région Nouvelle-Aquitaine ou du Grand Ouest (Nantes).
| Ligne | Caractéristiques                     | Caractéristiques                     | Caractéristiques                     | Caractéristiques                     | Caractéristiques                     | Caractéristiques                                        | Caractéristiques                     | Caractéristiques                     | Caractéristiques                     |
| ----- | ------------------------------------ | ------------------------------------ | ------------------------------------ | ------------------------------------ | ------------------------------------ | ------------------------------------------------------- | ------------------------------------ | ------------------------------------ | ------------------------------------ |
| L11   | POITIERS ↔ Châtellerault ↔ TOURS     | POITIERS ↔ Châtellerault ↔ TOURS     | POITIERS ↔ Châtellerault ↔ TOURS     | POITIERS ↔ Châtellerault ↔ TOURS     | POITIERS ↔ Châtellerault ↔ TOURS     | POITIERS ↔ Châtellerault ↔ TOURS                        | POITIERS ↔ Châtellerault ↔ TOURS     | POITIERS ↔ Châtellerault ↔ TOURS     | POITIERS ↔ Châtellerault ↔ TOURS     |
| F11   | POITIERS ↔ Châtellerault ↔ TOURS     | POITIERS ↔ Châtellerault ↔ TOURS     | POITIERS ↔ Châtellerault ↔ TOURS     | POITIERS ↔ Châtellerault ↔ TOURS     | POITIERS ↔ Châtellerault ↔ TOURS     | POITIERS ↔ Châtellerault ↔ TOURS                        | POITIERS ↔ Châtellerault ↔ TOURS     | POITIERS ↔ Châtellerault ↔ TOURS     | POITIERS ↔ Châtellerault ↔ TOURS     |
| D11   | POITIERS ↔ Châtellerault ↔ TOURS     | POITIERS ↔ Châtellerault ↔ TOURS     | POITIERS ↔ Châtellerault ↔ TOURS     | POITIERS ↔ Châtellerault ↔ TOURS     | POITIERS ↔ Châtellerault ↔ TOURS     | POITIERS ↔ Châtellerault ↔ TOURS                        | POITIERS ↔ Châtellerault ↔ TOURS     | POITIERS ↔ Châtellerault ↔ TOURS     | POITIERS ↔ Châtellerault ↔ TOURS     |
|       | Longueur 155,8 km                    | Durée 1 h 15                         | Nb. arrêts 18                        | Soirée / Dimanche - Férié · Non /    | Horaires 5 h 55 - 19 h 49            | Réseau TER Nouvelle-Aquitaine / TER Centre-Val de Loire |                                      |                                      |                                      |
| L12   | CHÂTELLERAULT ↔ Poitiers ↔ ANGOULÊME | CHÂTELLERAULT ↔ Poitiers ↔ ANGOULÊME | CHÂTELLERAULT ↔ Poitiers ↔ ANGOULÊME | CHÂTELLERAULT ↔ Poitiers ↔ ANGOULÊME | CHÂTELLERAULT ↔ Poitiers ↔ ANGOULÊME | CHÂTELLERAULT ↔ Poitiers ↔ ANGOULÊME                    | CHÂTELLERAULT ↔ Poitiers ↔ ANGOULÊME | CHÂTELLERAULT ↔ Poitiers ↔ ANGOULÊME | CHÂTELLERAULT ↔ Poitiers ↔ ANGOULÊME |
|       | Longueur 112,8 km                    | Durée 1 h 08                         | Nb. arrêts 10                        | Soirée / Dimanche - Férié · Non /    | Horaires 6 h 11 - 19 h 45            | Réseau TER Nouvelle-Aquitaine                           |                                      |                                      |                                      |
| L14   | POITIERS ↔ Niort ↔ LA ROCHELLE       | POITIERS ↔ Niort ↔ LA ROCHELLE       | POITIERS ↔ Niort ↔ LA ROCHELLE       | POITIERS ↔ Niort ↔ LA ROCHELLE       | POITIERS ↔ Niort ↔ LA ROCHELLE       | POITIERS ↔ Niort ↔ LA ROCHELLE                          | POITIERS ↔ Niort ↔ LA ROCHELLE       | POITIERS ↔ Niort ↔ LA ROCHELLE       | POITIERS ↔ Niort ↔ LA ROCHELLE       |
| D14   | POITIERS ↔ Niort ↔ LA ROCHELLE       | POITIERS ↔ Niort ↔ LA ROCHELLE       | POITIERS ↔ Niort ↔ LA ROCHELLE       | POITIERS ↔ Niort ↔ LA ROCHELLE       | POITIERS ↔ Niort ↔ LA ROCHELLE       | POITIERS ↔ Niort ↔ LA ROCHELLE                          | POITIERS ↔ Niort ↔ LA ROCHELLE       | POITIERS ↔ Niort ↔ LA ROCHELLE       | POITIERS ↔ Niort ↔ LA ROCHELLE       |
|       | Longueur 144,9 km                    | Durée 1 h 40                         | Nb. arrêts 15                        | Soirée / Dimanche - Férié · Non /    | Horaires 6 h 00 - 19 h 36            | Réseau TER Nouvelle-Aquitaine                           |                                      |                                      |                                      |

Au sein de la ville, le transport se fait par :
- Bus (Vitalis) : 25 lignes et 1 000 arrêts dans l'agglomération Vitalis[10] ;
- Vélo (Cap sur le vélo) : des vélos et vélos électriques peuvent être loués à la gare ;
- Voiture : 8 parkings payants en centre-ville ou à proximité.

## Urbanisme

### Typologie
Au 1er janvier 2024, Poitiers est catégorisée grand centre urbain, selon la nouvelle grille communale de densité à sept niveaux définie par l'Insee en 2022.
Elle appartient à l'unité urbaine de Poitiers, une agglomération intra-départementale regroupant huit communes, dont elle est ville-centre,,. Par ailleurs la commune fait partie de l'aire d'attraction de Poitiers, dont elle est la commune-centre,. Cette aire, qui regroupe 97 communes, est catégorisée dans les aires de 200 000 à moins de 700 000 habitants,.

### Occupation des sols
L'occupation des sols de la commune, telle qu'elle ressort de la base de données européenne d’occupation biophysique des sols Corine Land Cover (CLC), est marquée par l'importance des territoires artificialisés (73,1 % en 2018), en augmentation par rapport à 1990 (63,1 %). La répartition détaillée en 2018 est la suivante : zones urbanisées (45,5 %), zones industrielles ou commerciales et réseaux de communication (23,4 %), terres arables (13,9 %), forêts (7,5 %), espaces verts artificialisés, non agricoles (4,3 %), zones agricoles hétérogènes (3,1 %), prairies (2,4 %). L'évolution de l’occupation des sols de la commune et de ses infrastructures peut être observée sur les différentes représentations cartographiques du territoire : la carte de Cassini (XVIIIe siècle), la carte d'état-major (1820-1866) et les cartes ou photos aériennes de l'IGN pour la période actuelle (1950 à aujourd'hui).

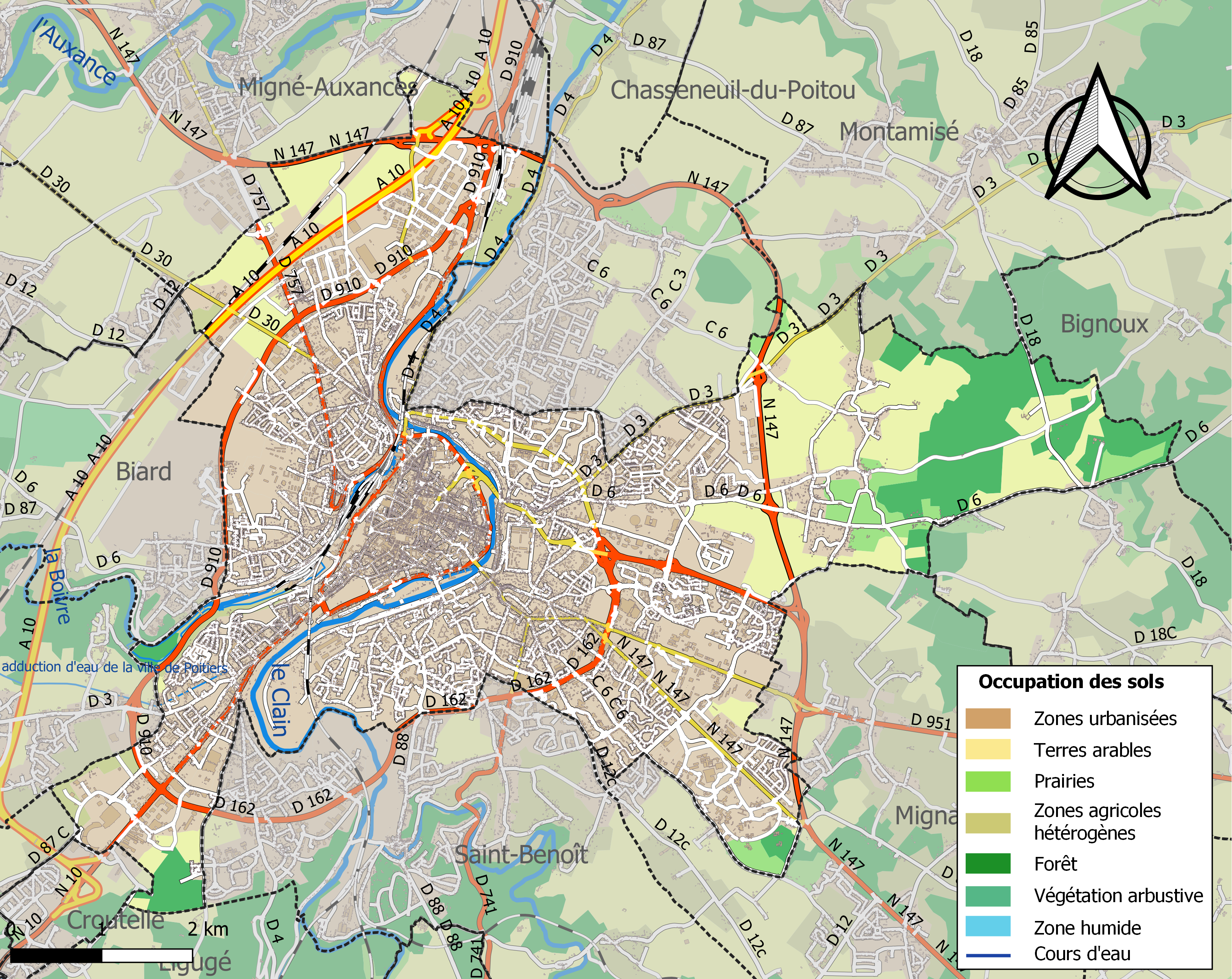
Carte des infrastructures et de l'occupation des sols de la commune en 2018 (CLC).

### Morphologie urbaine
Les quartiers
- Centre-ville, quartier historique
  - Quartier Épiscopal
  - Quartier Montierneuf
  - Quartier Saint-Hilaire
- Quartier Poitiers Sud
- Quartier Poitiers Ouest
- Quartier Le Pont-Neuf
- Quartier des Trois-Cités
- Quartier de La Gibauderie
- Quartier Beaulieu
- Quartier Saint-Éloi / Breuil-Mingot
- Quartier Montbernage
- Quartier Les Couronneries

### Logement
Le nombre de logements sur la commune a été estimé à 52 192 en 2007. Ces logements se composent de 47 951 résidences principales, 629 résidences secondaires ou occasionnels ainsi que 3 613 logements vacants. La densité de population de la ville est de 2 108,64 habitants par km2.

### Projets d'aménagements
Au-delà de la rénovation du quartier de la gare entrepris depuis 2007 (construction d'immeubles de bureaux et d'un pôle multimodal), la municipalité met en œuvre le projet Cœur d'Agglo. Ce vaste programme de renouvellement urbain mené par Yves Lion, s'étendant de 2010 à 2014, vise à changer le visage du centre-ville, notamment par une importante modification du plan de circulation (été 2010), un grand programme de nettoyage des façades du plateau (à commencer par l'Hôtel de ville lui-même, achevé en juin 2010), l'augmentation de la surface de voies piétonnes, le réaménagement de la place du Maréchal-Leclerc (dite « place d'Armes » selon son nom de 1830 à 1948) en 2011, l'aménagement de nouveaux espaces verts (Jardin de Puygarreau à l'arrière de l'hôtel de ville en 2014, baptisé Jardin Simone Veil en 2018), et le déploiement d'un bus à haut niveau de service de 2013 à 2018, avec certaines parties en site propre (dont la construction du viaduc Léon-Blum, remplaçant la passerelle des Rocs détruite en 2012).

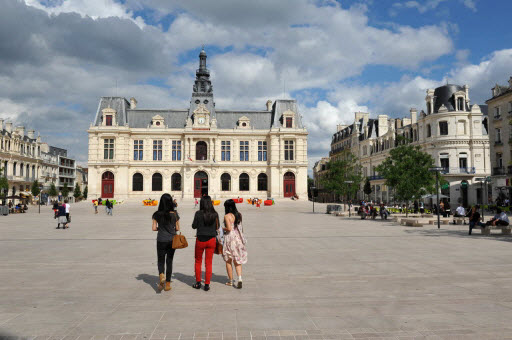
Place du Maréchal-Leclerc (ancienne place d'Armes) rénovée (2012).
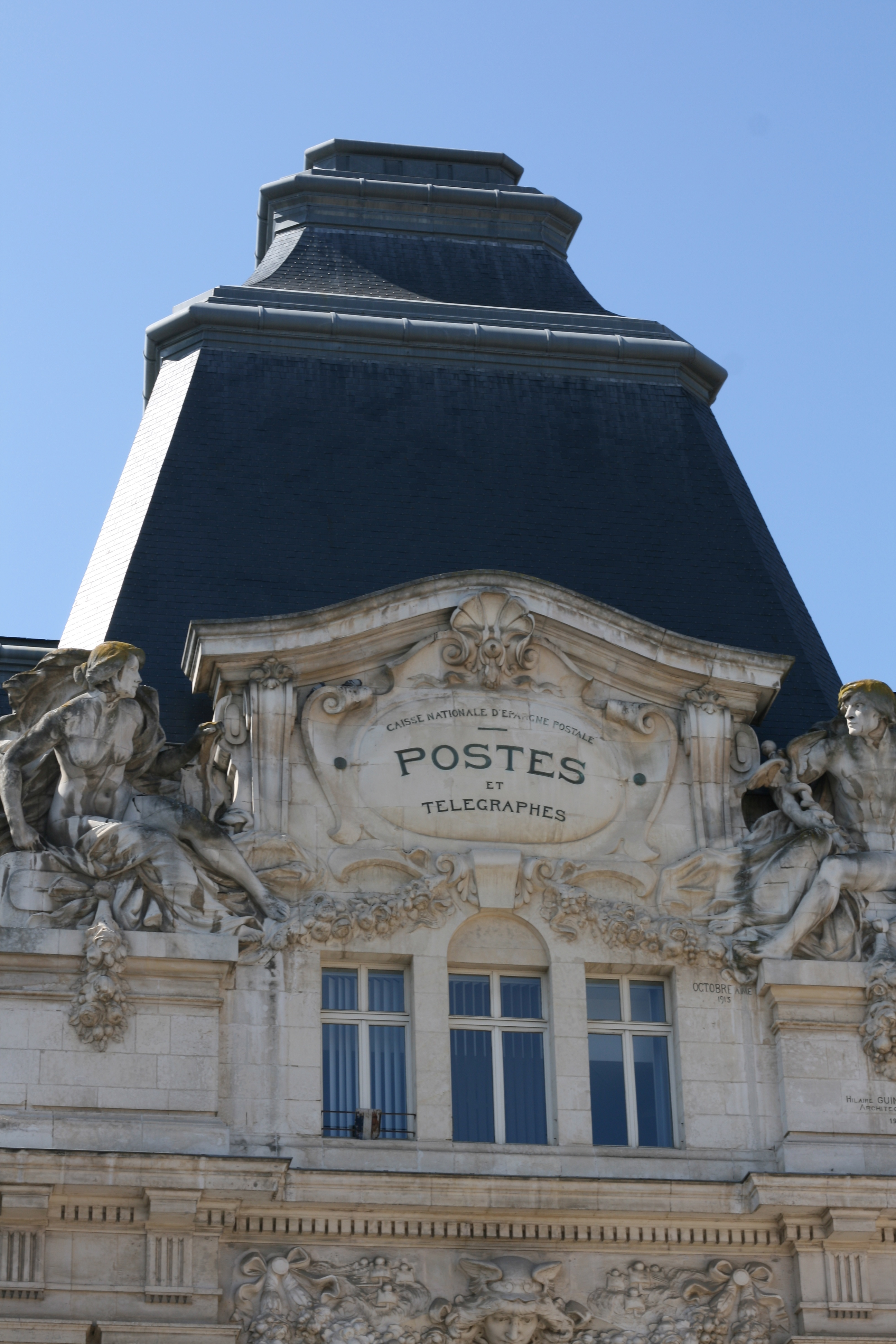
Façade de la Poste-PTT (2012).
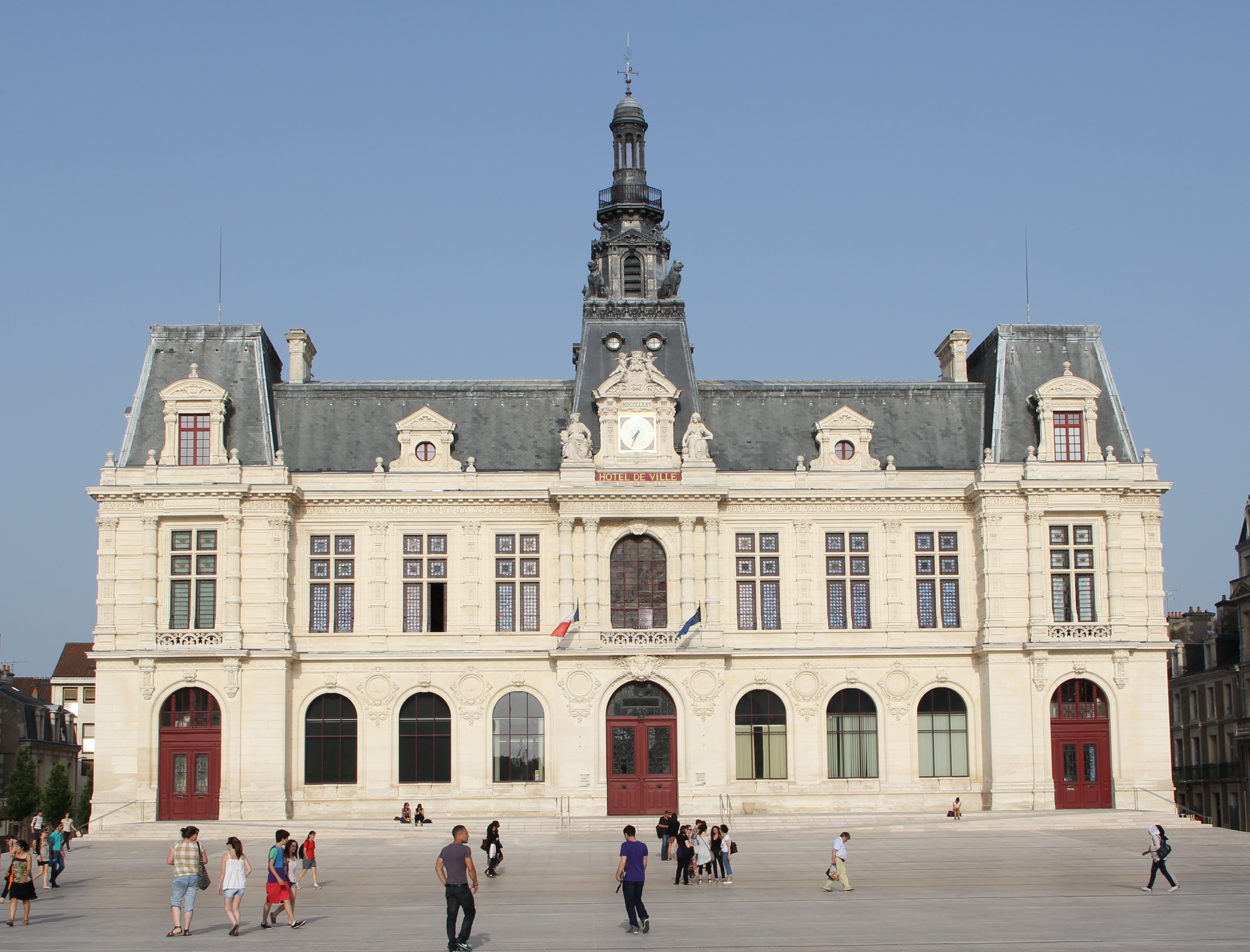
Hôtel de ville (2012).

### Risques majeurs
Le territoire de la commune de Poitiers est vulnérable à différents aléas naturels : météorologiques (tempête, orage, neige, grand froid, canicule ou sécheresse), inondations, mouvements de terrains et séisme (sismicité modérée). Il est également exposé à un risque technologique, le transport de matières dangereuses. Un site publié par le BRGM permet d'évaluer simplement et rapidement les risques d'un bien localisé soit par son adresse soit par le numéro de sa parcelle.

#### Risques naturels
La commune fait partie du territoire à risques importants d'inondation (TRI) de Châtellerault, regroupant 17 communes concernées par un risque de débordement de la Vienne et du Clain. Les événements antérieurs à 2014 les plus significatifs pour la Vienne sont les crues de février 1698 (1 670 m3/s à Châtellerault), de juillet 1792 (1 520 m3/s), de mars 1913 (1 500 m3/s), de décembre 1944 (1 510 m3/s) et de janvier 1962 (1 500 m3/s). Les crues historiques du Clain sont celles de 1873 (330 m3/s à Poitiers) et de décembre 1982 (330 m3/s). Des cartes des surfaces inondables ont été établies pour trois scénarios : fréquent (crue de temps de retour de 10 ans à 30 ans), moyen (temps de retour de 100 ans à 300 ans) et extrême (temps de retour de l'ordre de 1 000 ans, qui met en défaut tout système de protection),. La commune a été reconnue en état de catastrophe naturelle au titre des dommages causés par les inondations et coulées de boue survenues en 1982, 1983, 1992, 1993, 1995, 1999, 2010 et 2015,. Le risque inondation est pris en compte dans l'aménagement du territoire de la commune par le biais du plan de prévention des risques (PPR) inondation (PPRI) de la « vallée du Clain », approuvé le 1er septembre 2015, puis par le nouveau PPRI « Vallée du Clain », prescrit le 5 novembre 2021.

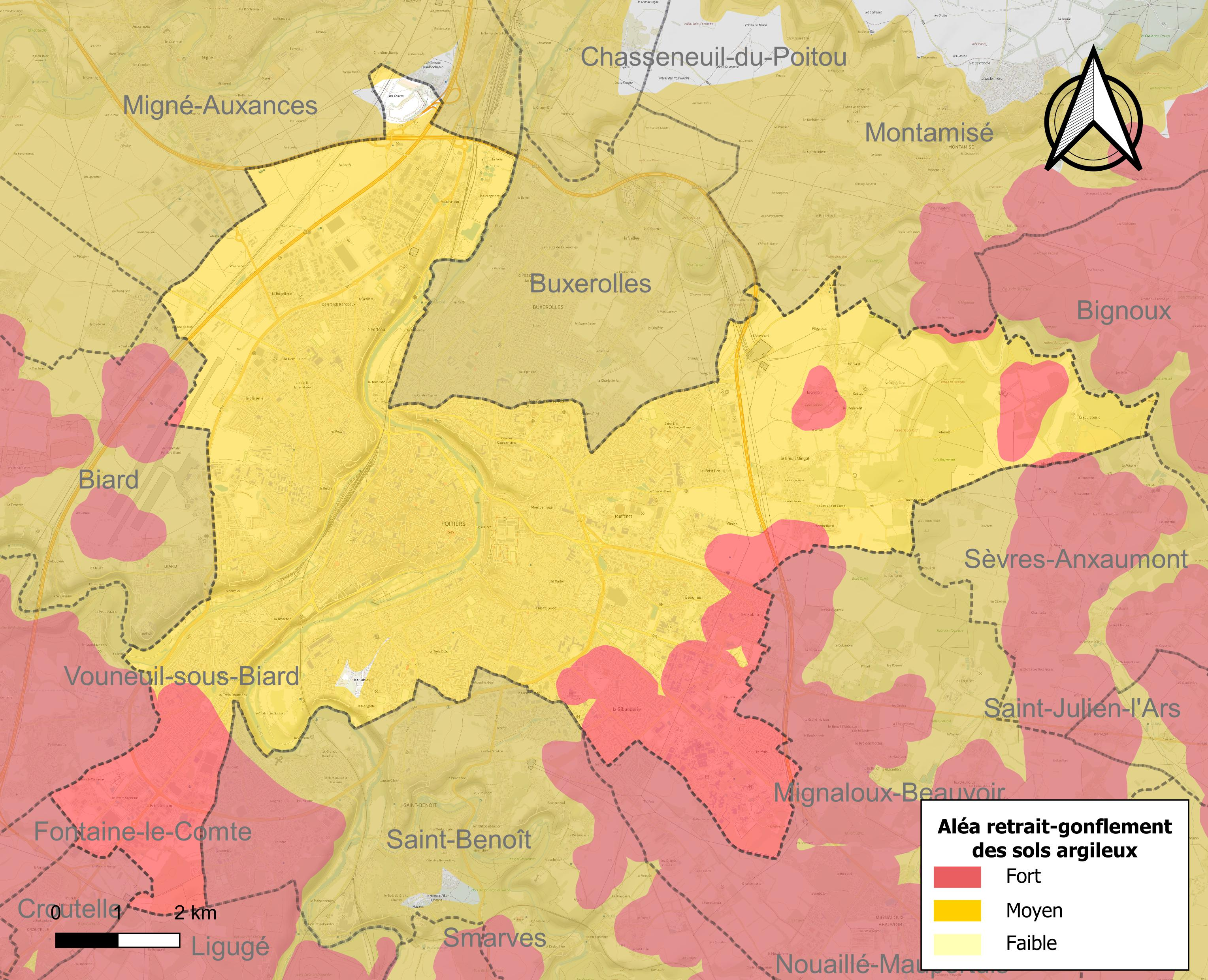
Carte des zones d'aléa retrait-gonflement des sols argileux de Poitiers.

Les mouvements de terrains susceptibles de se produire sur la commune sont des affaissements et effondrements liés aux cavités souterraines (hors mines) et des tassements différentiels. Afin de mieux appréhender le risque d’affaissement de terrain, un inventaire national permet de localiser les éventuelles cavités souterraines sur la commune. Le retrait-gonflement des sols argileux est susceptible d'engendrer des dommages importants aux bâtiments en cas d’alternance de périodes de sécheresse et de pluie. 99,2 % de la superficie communale est en aléa moyen ou fort (79,5 % au niveau départemental et 48,5 % au niveau national). Depuis le 1er octobre 2020, en application de la loi ÉLAN, différentes contraintes s'imposent aux vendeurs, maîtres d'ouvrages ou constructeurs de biens situés dans une zone classée en aléa moyen ou fort,.
La commune a été reconnue en état de catastrophe naturelle au titre des dommages causés par la sécheresse en 1989, 1993, 1996, 2003, 2005 et 2011 et par des mouvements de terrain en 1999, 2010, 2014 et 2016.

## Toponymie
Poitiers vient de Pictavis, forme ablative de Pictavi ou Pictons, et qui signifie « chez les Pictons »[réf. nécessaire]. L'ethnique Pictavi est attesté dès le IIe siècle, d'abord concurremment à l'antique Lemonum, puis de façon exclusive au IVe siècle. On trouve ensuite Peitieus (Peitievs), en 1071-1127, Payters, vers 1370, Peyties, en 1425, Peytias, en 1436. Il est formé sur le radical celtique pict-, qui signifie « rusé ». Pour plus de renseignements sur les noms antérieurs de la ville, voir ci-dessous.

## Histoire
Poitiers a laissé son nom à trois grandes batailles :
- la première bataille de Poitiers 507, ou bataille de Vouillé est la moins connue. Elle fut remportée par Clovis Ier sur Alaric II roi des Wisigoths (au lieu appelé Campus Vogladensis) au nord-ouest de Poitiers, et permit la conquête de toute la zone entre Loire et Pyrénées ;
- la bataille de Poitiers en 732 à Moussais, sur la commune de Vouneuil-sur-Vienne, au nord de Poitiers, avec la victoire des Francs dirigés par Charles Martel sur les troupes Maures et leurs alliés ;
- la bataille de 1356, qui eut lieu à Nouaillé-Maupertuis au sud de Poitiers, avec la victoire des Anglais commandés par le Prince noir contre les Français du roi Jean II le Bon.

(Voir l'article Poitou pour les autres batailles du Seuil du Poitou).

### Antiquité
La ville existait déjà à l'arrivée de César, sous la forme d'un oppidum celte nommé Lemonum ou Limonum, terme qui serait issu du gaulois lemo- ou limo-, orme (cf. vieil irlandais lem, orme), même racine indo-européenne que le latin ulmus qui a donné orme; Lemonum signifierait « l'ormeraie », ou « la ville de l'ormeau ». La ville fut réaménagée selon le modèle romain au Ier siècle de notre ère et fut dotée d’un amphithéâtre de grande taille (détruit presque entièrement en 1857), de plusieurs thermes, d'au moins trois aqueducs (vestiges aux Arcs de Parigny), le tout donnant un statut de premier plan à la ville. Il est possible qu'au IIe siècle de notre ère, la ville fut la capitale de la province d'Aquitaine.
Au IVe siècle, une épaisse muraille de six mètres d'épaisseur et dix de hauteur ceint la ville sur 2,5 kilomètres. Celle-ci est réduite au sommet et flanc est du promontoire. Malgré la réduction drastique de la surface de la ville (l’amphithéâtre est laissé hors de l’enceinte, par exemple), la superficie enclose est l'une des plus grandes du Bas-Empire (50 ha), ce qui est probablement dû à la topographie du site.
Saint Hilaire évangélise la ville au IVe siècle. Les fondations du baptistère Saint-Jean datent de cette époque. La cité prend ensuite le nom définitif de Poitiers, en rapport avec le peuple des Pictons.

### Moyen Âge

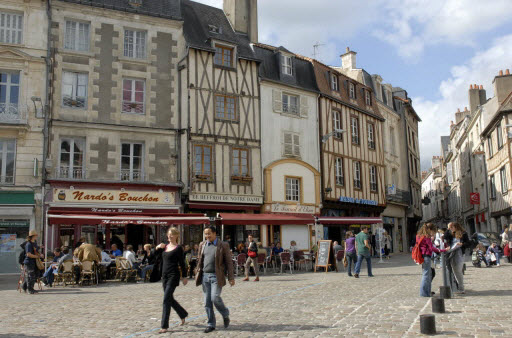
La place du marché et son héritage médiéval.

Poitiers est caractérisée par son architecture médiévale. À cette époque, Poitiers tire parti de son site défensif, et de sa situation géographique, loin du centre du pouvoir franc. Siège d'un évêché depuis le IVe siècle, la ville se développe également autour du monastère Sainte-Croix fondé par Radegonde, reine des Francs.
La ville est la capitale du comté de Poitiers, dont les comtes, longtemps également titrés ducs d'Aquitaine, dirigent une importante principauté regroupant plusieurs comtés et anciens comtés : Poitiers, Limoges, Angoulême, Périgueux, Saintes, etc. formant le duché d'Aquitaine. De 927 à 1216, Poitiers est la capitale du duché d'Aquitaine. Les ducs d'Aquitaine y construisent leur palais et Aliénor d'Aquitaine y réside régulièrement,.
Au IXe siècle, le nom de Grand-rue apparaît dans les chartes. C'est la plus ancienne trace d'un nom de rue conservée en Europe. Cette rue correspond à la ligne de plus faible pente, et donc la moins fatigante, pour monter du gué (actuel pont) Saint-Joubert au plateau, et elle est un itinéraire remontant à l'Âge du Fer. Grossièrement orienté est-ouest, il sert d'axe decuman au quadrillage orthogonal des rues à l'époque romaine. C'est au VIIe siècle que l'abbé Mellebaude fait construire l'hypogée des Dunes.

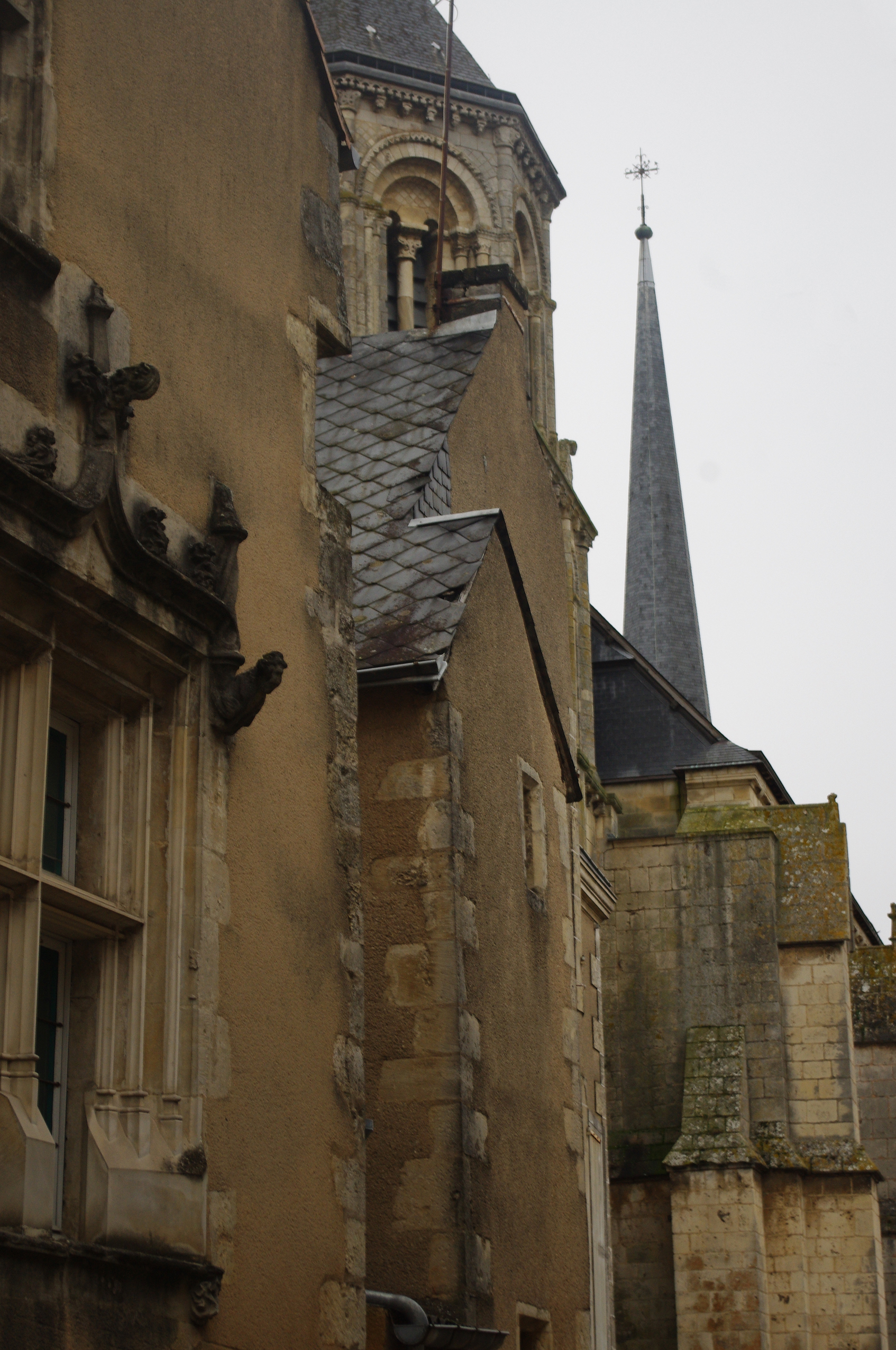
Quartier Sainte-Radegonde.

Une première tentative de création de commune a lieu, de façon autonome par les habitants en 1138 (peut-être par la confrérie Saint-Hilaire), qui appellent les bourgs et villes voisins à former une ligue. La commune est rapidement supprimée par le roi de France. Aliénor d'Aquitaine fit construire une nouvelle muraille au XIIe siècle longue de 6 000 mètres, enserrant tout le promontoire. Aliénor d'Aquitaine tenait sa cour à Poitiers. Sa demeure, le palais des ducs d'Aquitaine, est devenue en partie le palais de justice de Poitiers, à la Révolution française.

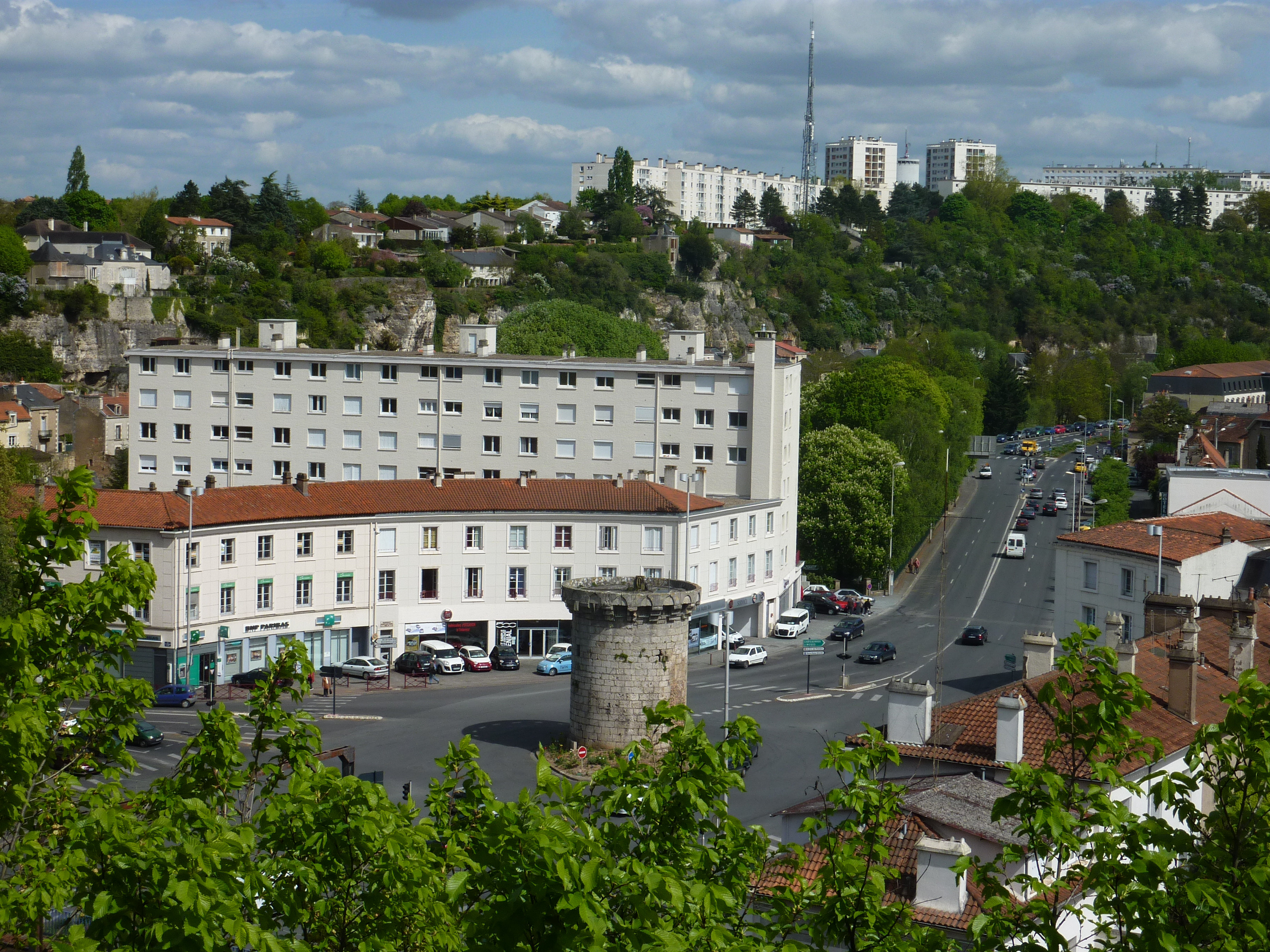
Tour de la porte de Paris, vestige de l'enceinte fortifiée de Poitiers.

Lors de la révolte des fils d’Henri II, la ville reste fidèle au roi d’Angleterre, ce qui lui permet d’obtenir une charte communale vers 1175,, sur le modèle des Établissements de Rouen. La charte est confirmée par Aliénor d’Aquitaine en 1199, puis par les rois de France. Aliénor d’Aquitaine fait également des travaux au palais des comtes-ducs et construire un nouveau marché. Elle meurt à Poitiers en avril 1204, et la ville est prise par Philippe Auguste le 10 août de la même année.
La ville accueille de nombreux pèlerins qui viennent vénérer les reliques de sainte Radegonde ou de saint Hilaire, certains poursuivant vers Saint-Jacques-de-Compostelle.
Au XIVe siècle, la ville échoit en apanage au troisième fils de Jean II le Bon, le duc de Berry (commanditaire des Très Riches Heures du duc de Berry). Il embellit le palais médiéval des comtes de Poitiers, en y aménageant notamment le donjon (dit tour Maubergeon). De même, il embellit l'ancien château triangulaire, visible dans le manuscrit des Très Riches Heures, au mois de juillet. En 1385, il fait construire un des premiers beffrois, le « gros horloge », aujourd'hui disparu.
En 1360, à la suite du traité de Brétigny, la ville, comme tout le Poitou, passe aux mains des Anglais. Du 22 au 25 septembre 1361, John Chandos, lieutenant du roi Édouard III d'Angleterre et connétable d'Aquitaine, chargé d'appliquer le traité dans les provinces cédées à l'Angleterre, prend possession de la ville et de son château. Le maire Jehan Barré lui en remet les clefs. Jean Chandos les lui rend, puis il reçoit les serments de fidélité au roi d'Angleterre des principales personnalités de la ville. Il met en place une nouvelle administration de la province, sous l'autorité de Guillaume de Felynton, chevalier anglais, comme sénéchal du Poitou.
Le 7 août 1372, grâce à quelques bourgeois infiltrés dans la ville, du Guesclin se fait ouvrir les portes de Poitiers et reprend la ville aux Anglais par surprise. Pour consolider cette conquête militaire, Charles V par son édit de décembre 1372 accorde la noblesse au 1er degré aux maires de Poitiers. Poitiers est alors la première ville du royaume de France où une dignité devient anoblissante.
Les maires étaient élus pour deux ans.
Dans les premiers maires ayant été élevés à cette dignité, Guillaume Taveau le fut à plusieurs reprises entre 1388 et 1414. En épousant Sibille de Saint-Martin, il devint baron de Morthemer. Cette famille est l'une des plus anciennes du comté. Cette baronnie a eu un rôle important dans l'histoire du Poitou. Sa descendance a œuvré aux côtés des rois de France jusqu'à la Révolution.

#### Les Hospitaliers
Le grand prieuré d’Aquitaine — établi à Poitiers — comprenait la Bretagne, l'Anjou, la Touraine, le Poitou, l’Angoumois et le Saintonge. Il a été créé quelques années après la dévolution des biens de l'ordre du Temple aux Hospitaliers de l'ordre de Saint-Jean de Jérusalem. En juillet 1317, le grand maître Foulques de Villaret ayant été déposé, le pape Jean XXII prend la direction de l'Ordre. À la suite d'une demande de plusieurs dignitaires hospitaliers, il décide le démembrement du Prieuré de France, devenu trop important, et il crée deux autres prieurés, celui d'Aquitaine, et celui de Champagne.

### Renaissance
Pendant la guerre de Cent Ans, la ville devient temporairement capitale du royaume de France et accueille le Parlement royal en 1418. C'est également à Poitiers que Jeanne d'Arc est examinée en 1429 avant de recevoir le commandement de l'ost royal.
Profitant de la faveur royale et de la présence de nombreux érudits parisiens exilés, Poitiers obtient la création d'une université en 1431. Elle compte 4 000 étudiants à la fin du XVe siècle. Parmi la douzaine d'Universités ouvertes dans l'équivalent de la France actuelle, elle fut suffisamment renommée pour accueillir et former des esprits brillants tels que René Descartes, François Rabelais, Joachim du Bellay ou Pierre de Ronsard.
Article : Le siège de Poitiers par les Protestants, durant la 3e Guerre de religion, 1569.

### DuXVIesiècleà la Révolution française
La ville s'assoupit à la Renaissance. De fait, peu de changements ont lieu dans le tissu urbain, à part le percement de la rue de la Tranchée, et la construction de ponts qui remplacent les anciens gués. Quelques hôtels particuliers datent de cette époque : hôtels Jean-Baucé, Fumé, Berthelot, notamment.
La ville tire sa prospérité essentiellement de ses fonctions administratives : justice royale, évêché, monastères, intendance et le Bureau des finances de la généralité de Poitiers. C'est d'ailleurs de l'intendance que viennent quelques évolutions à la fin du XVIIIe siècle : le comte de Blossac, intendant de 1750 à 1784, fait aménager un jardin à la française (voir espaces verts de Poitiers). Il fait également abattre la muraille d'Aliénor d'Aquitaine et aménager des boulevards sur leur emplacement.
L’Ancien Régime est une période où, malgré les antagonismes de classe très marqués, des solidarités temporaires pouvaient se nouer contre l’ennemi commun, souvent la monarchie en la personne des commis chargés de lever les impôts. Ainsi, en 1676, les bouchers, profession fortement organisée, se révoltent contre les commis des aides. Ils sont soutenus par le maire. La Révolution est précédée à Poitiers de quelques moments de remise en cause du pouvoir royal : arrachage des affiches publiant les édits royaux à la fin du règne de Louis XV avec une émeute rassemblant 1 200 personnes en juillet 1768.

### Depuis la Révolution
Au XIXe siècle, de nombreuses casernes sont construites, faisant de Poitiers une ville de garnison. La gare est construite dans les années 1850, en 1899, la ville est desservie par un réseau de tramway comprenant trois lignes dont la jonction se fait place d'Armes.
En 1901, un fait divers devient une affaire nationale et inspire à André Gide le roman La Séquestrée de Poitiers.

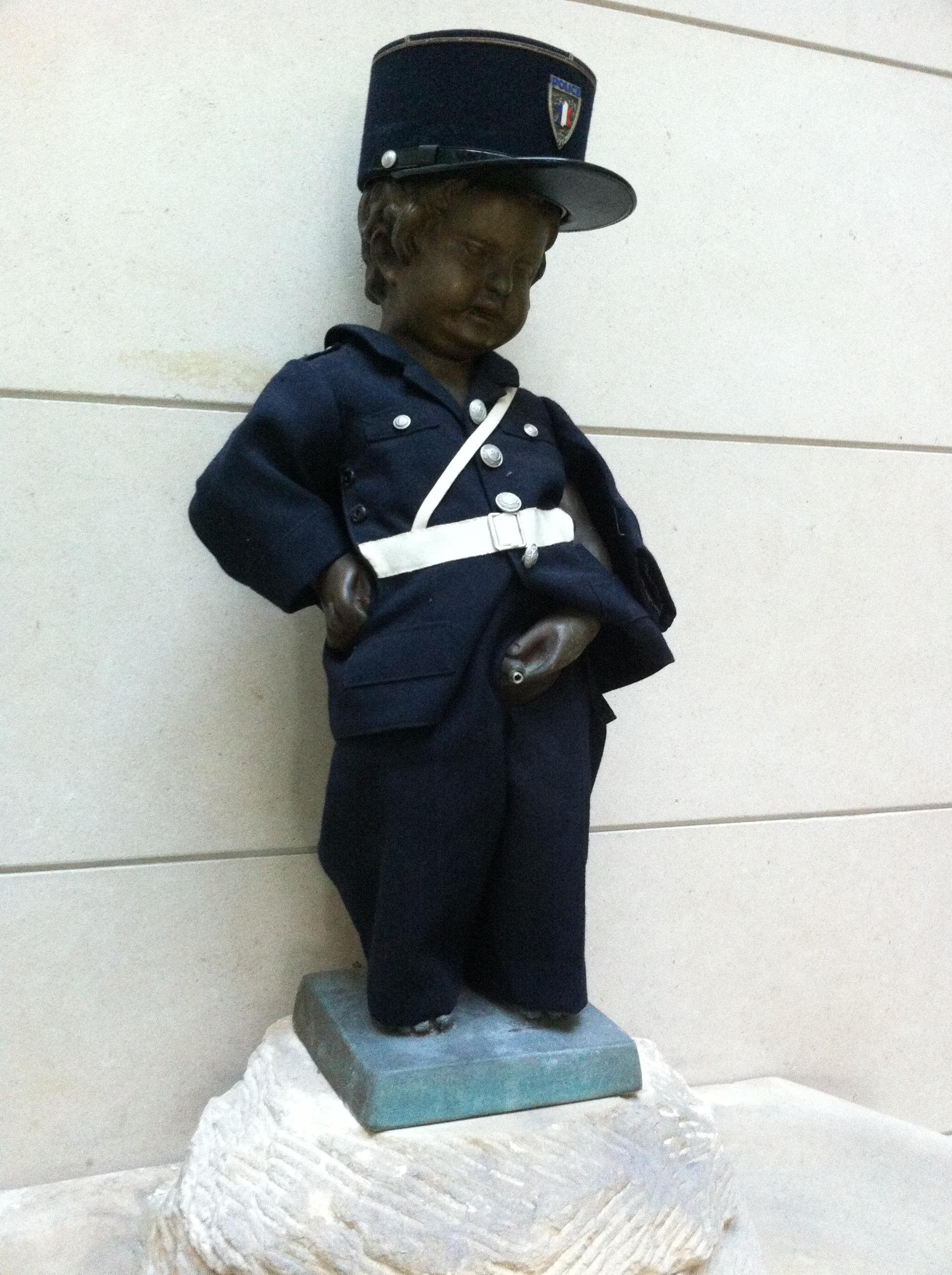
Copie du Manneken-Pis dans le hall de l'Hôtel de police de Poitiers.

Lors de la Seconde Guerre mondiale, Poitiers a accueilli le gouvernement belge en exil du 23 mai au 18 juin 1940. Pour remercier la ville de son accueil, une copie du Manneken-Pis a été offert en 1950 par la Police belge. Un camp d'internement situé sur la route de Limoges, initialement établi pour accueillir des réfugiés espagnols, devient une étape sur la route des camps de la mort pour près de 2 000 Juifs et de plus d'une centaine de Tziganes. Le 13 juin 1944, l'aviation américaine bombarde l'axe vallée du Clain / quartier de la gare / vallée de la Boivre. 480 maisons ou immeubles sont rasés, plus de 2 000 sont largement endommagés. Le nombre de morts est inconnu de manière précise, entre plusieurs dizaines et une centaine.
La ville de Poitiers s'étend considérablement depuis les années 1960, avec la création de la ZUP des Couronneries et du quartier des Trois-Cités, et la création de grands axes routiers en rocade (avenue John-F.-Kennedy puis avenue du 11-Novembre) et en pénétration (voie André-Malraux), au-delà desquelles se développent dans les années 1970 d'autres quartiers (la Gibauderie, Beaulieu…), puis un nouveau contournement nord-est de la ville (RN147) à la fin des années 1980. L'urbanisation de la ville se poursuit encore vers l'est avec la ZAC de Saint-Éloi pendant les années 1990 et 2000.
L'activité de la ville bénéficie de la décentralisation industrielle depuis les années 1970, avec notamment l’implantation d’une usine Michelin (fermée en 2006), compagnie des compteurs Schlumberger (compteurs industriels et résidentiels).
Le projet du Futuroscope (bâti sur les communes proches de Jaunay-Marigny et de Chasseneuil-du-Poitou), construit en 1986-1987 sur une idée de René Monory, a permis le développement du secteur touristique de l’agglomération et a ouvert la cité à l’ère technologique et touristique. Aujourd’hui, Poitiers se visite en complément du parc, et bénéficie d’une clientèle de plus en plus européenne, notamment anglaise avec l’ouverture d’une ligne aérienne directe entre l’aéroport de Poitiers-Biard et Londres Stansted.
En écho aux mouvements sociaux de début de 2009, Poitiers voit des manifestations rassembler 20 000 personnes le 29 janvier, et 30 000 le 19 mars. Le 10 octobre de la même année a lieu une manifestation anticarcérale où près de 300 militants de l'ultragauche brisèrent des vitrines et des abribus et taguèrent également sur le Baptistère Saint Jean, l'un des plus anciens monuments chrétiens de France.
En mai 2019, le tribunal déménage, il quitte ainsi l'ancien Palais des Ducs d'Aquitaine et s'installe dans ce qui était auparavant le lycée des Feuillants situé boulevard de Tassigny. La ville deviendra alors officiellement propriétaire du Palais des Ducs d'Aquitaine le 1er janvier 2020. Une 3e ère s'ouvre ainsi pour le Palais, il fut résidence des duc d'Aquitaine et comtes de Poitou, puis Palais de Justice et maintenant centre consacré principalement à la culture. Il se veut désormais comme la porte d'entrée sur la ville. Toutefois de nombreuses années de travaux seront nécessaires afin de définitivement le rendre au public.

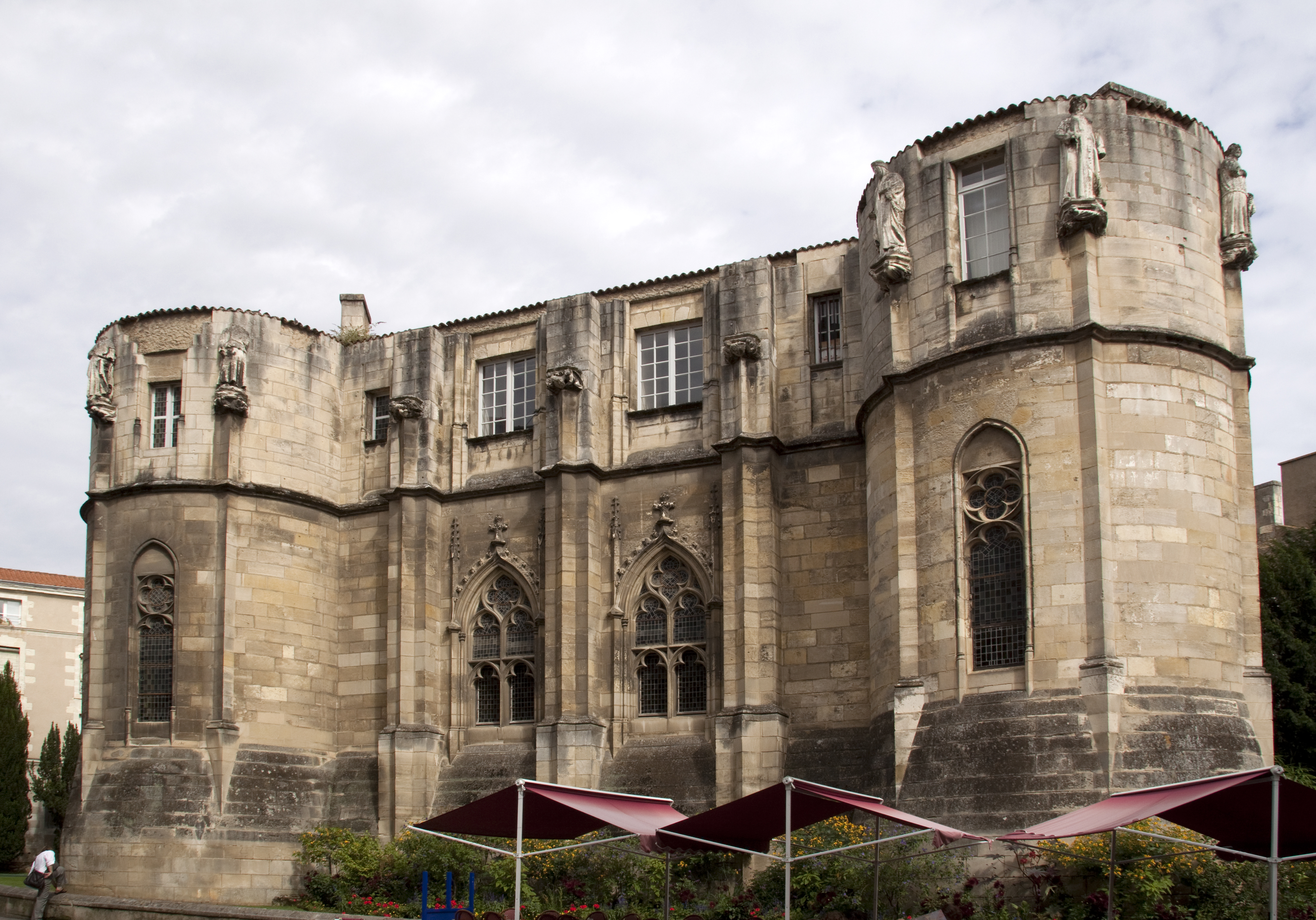
La Tour Maubergeon située dans le Palais des Ducs d'Aquitaine.
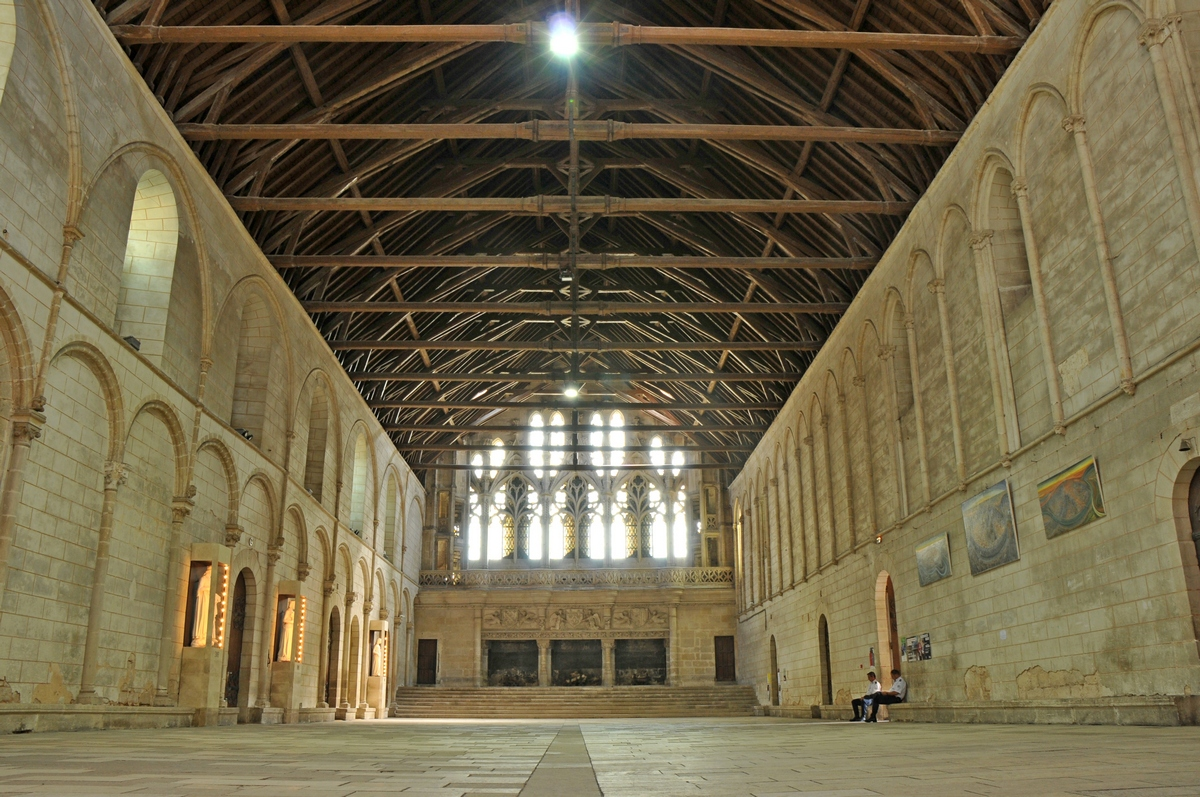
Aula début XIIIe du Palais des Ducs d'Aquitaine, jusqu'il y a peu salle des Pas-Perdus du tribunal de Poitiers.
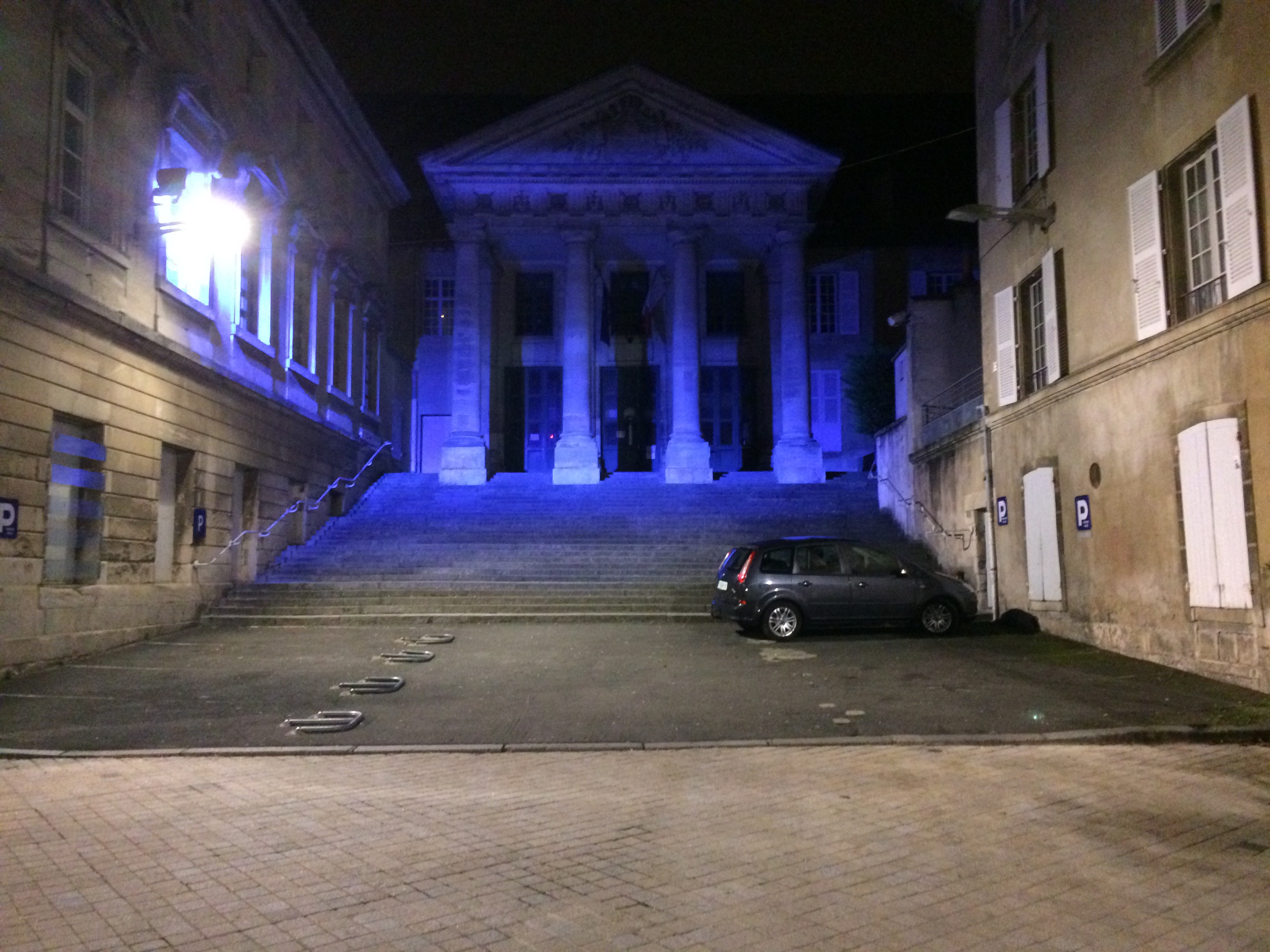
Façade début XIXe du Palais des Ducs d'Aquitaine la nuit.

## Politique et administration
Les personnalités exerçant une fonction élective dont le mandat est en cours et en lien direct avec le territoire de Poitiers sont les suivantes :
| Élection        | Territoire                                               | Titre                         | Nom                                 | Tendance politique        | - | Début de mandat | Fin de mandat |
| --------------- | -------------------------------------------------------- | ----------------------------- | ----------------------------------- | ------------------------- | - | --------------- | ------------- |
| Municipales     | Poitiers                                                 | Maire de Poitiers             | Léonore Moncond'huy                 | Europe Écologie Les Verts |   | Juin 2020       | Juin 2026     |
| Départementales | Canton de Poitiers-1 - ouest et sud de Poitiers          | Conseillers départementaux    | Anthony Brottier et Aline Fontaine  | LREM                      |   | 2021            | 2028          |
| Départementales | Canton de Poitiers-2 - nord de Poitiers                  | Conseillers départementaux    | Ludovic Devergne et Sarah Rhallab   | PS et DVG                 |   | 2021            | 2028          |
| Départementales | Canton de Poitiers-3 - est de Poitiers                   | Conseillers départementaux    | Florence Harris et Grégory Vouhé    | PCF et DVG                |   | 2021            | 2028          |
| Départementales | Canton de Poitiers-4 - sud de Poitiers                   | Conseillers départementaux    | Catherine Bourgeon et Francis Gomez | PS                        |   | 2021            | 2028          |
| Départementales | Canton de Poitiers-5 - sud-ouest de Poitiers             | Conseillers départementaux    | Alain Joyeux et Joëlle Peltier      | DVD                       |   | 2021            | 2028          |
| Régionales      | Nouvelle-Aquitaine                                       | Président du conseil régional | Alain Rousset                       | PS                        |   | décembre 2015   | 2027          |
| Législatives    | Première circonscription de la Vienne - nord de Poitiers | Député                        | Lisa Belluco                        | EELV                      |   | 19 juin 2022    | juin 2027     |
| Législatives    | Deuxième circonscription de la Vienne - sud de Poitiers  | Député                        | Sacha Houlié                        | LREM                      |   | 18 juin 2017    | juin 2027     |

### Cantons
Poitiers est chef-lieu de cinq cantons :
- canton de Poitiers-1 : Biard, Croutelle, Fontaine-le-Comte, Poitiers sud et ouest ;
- canton de Poitiers-2 : Buxerolles, Poitiers nord ;
- canton de Poitiers-3 : Poitiers est ;
- canton de Poitiers-4 : Mignaloux-Beauvoir, Poitiers sud ;
- canton de Poitiers-5 : Ligugé, Saint-Benoît, Poitiers sud-ouest.

### Communauté d'agglomération
Poitiers fait partie du Grand Poitiers qui, à sa création, regroupait les communes de Biard, Buxerolles, Chasseneuil-du-Poitou, Fontaine-le-Comte, Mignaloux-Beauvoir, Migné-Auxances, Montamisé, Poitiers, Saint-Benoît et Vouneuil-sous-Biard. Au 1er janvier 2005, les communes de Béruges et Croutelle sont entrées dans l'agglomération, ainsi que Ligugé le 1er janvier 2013. La communauté d'agglomération totalise 138 759 habitants (valeur 2012). En 2016, Grand Poitiers s'élargit à 40 communes et compte 192 000 habitants.

### Tendances politiques et résultats
| Élections présidentielles, résultats des deuxièmes tours. | Élections présidentielles, résultats des deuxièmes tours. | Élections présidentielles, résultats des deuxièmes tours. | Élections présidentielles, résultats des deuxièmes tours. | Élections présidentielles, résultats des deuxièmes tours. | Élections présidentielles, résultats des deuxièmes tours. | Élections présidentielles, résultats des deuxièmes tours. | Élections présidentielles, résultats des deuxièmes tours. |
| Année | Élu                                                       | Élu                                                       | Élu                                                       | Battu                                                     | Battu                                                     | Battu                                                     | Participation                                             |
| --- | --------------------------------------------------------- | --------------------------------------------------------- | --------------------------------------------------------- | --------------------------------------------------------- | --------------------------------------------------------- | --------------------------------------------------------- | --------------------------------------------------------- |
| 2002 | 91,49 %                                                   | Jacques Chirac                                            | RPR                                                       | 8,51 %                                                    | Jean-Marie Le Pen                                         | FN                                                        | 80,37 %                                                   |
| 2007 | 59.1 %                                                    | Nicolas Sarkozy                                           | UMP                                                       | 40.9 %                                                    | Ségolène Royal                                            | PS                                                        | 83,12 %                                                   |
| 2012 | 65,15 %                                                   | François Hollande                                         | PS                                                        | 34,85 %                                                   | Nicolas Sarkozy                                           | UMP                                                       | 77,42 %                                                   |
| 2017 | 81,87 %                                                   | Emmanuel Macron                                           | EM                                                        | 18,13 %                                                   | Marine Le Pen                                             | FN                                                        | 72,60 %                                                   |
| 2022 | 75,16 %                                                   | Emmanuel Macron                                           | LREM                                                      | 24,84 %                                                   | Marine Le Pen                                             | RN                                                        | 68,92 %                                                   |
| Élections législatives. |                                                           |                                                           |                                                           |                                                           |                                                           |                                                           |                                                           |
| Année | Élu                                                       | Élu                                                       | Élu                                                       | Battu                                                     | Battu                                                     | Battu                                                     | Participation                                             |
| Poitiers est répartie sur plusieurs circonscriptions, cf. les résultats des première et deuxième circonscriptions de la Vienne.                                 |                                                           |                                                           |                                                           |                                                           |                                                           |                                                           |                                                           |
| Avant 2010, Poitiers est répartie sur plusieurs circonscriptions, cf. les résultats des .                                                                       |                                                           |                                                           |                                                           |                                                           |                                                           |                                                           |                                                           |
| 2002 | %                                                         |                                                           |                                                           | %                                                         |                                                           |                                                           | indisponible %                                            |
| 2007 | %                                                         |                                                           |                                                           | %                                                         |                                                           |                                                           | indisponible %                                            |
| Après 2010, Poitiers est répartie sur plusieurs circonscriptions, cf. les résultats de .                                                                        |                                                           |                                                           |                                                           |                                                           |                                                           |                                                           |                                                           |
| 2012 | %                                                         |                                                           |                                                           | %                                                         |                                                           |                                                           | indisponible %                                            |
| 2017 | %                                                         |                                                           |                                                           | %                                                         |                                                           |                                                           | indisponible %                                            |
| 2022 | %                                                         |                                                           |                                                           | %                                                         |                                                           |                                                           | %                                                         |
| 2024 | %                                                         |                                                           |                                                           | %                                                         |                                                           |                                                           | %                                                         |
| Élections européennes, résultats des deux meilleurs scores. |                                                           |                                                           |                                                           |                                                           |                                                           |                                                           |                                                           |
| Année | Liste 1re                                                 | Liste 1re                                                 | Liste 1re                                                 | Liste 2e                                                  | Liste 2e                                                  | Liste 2e                                                  | Participation                                             |
| 2004 | 36,55 %                                                   | Bernard Poignant                                          | PS                                                        | 19,27 %                                                   | Roselyne Bachelot                                         | UMP                                                       | 45,91 %                                                   |
| 2009 | 24,57 %                                                   | Christophe Béchu                                          | UMP                                                       | 24,06 %                                                   | Bernadette Vergnaud                                       | PS                                                        | 43,00 %                                                   |
| 2014 | 18,42 %                                                   | Alain Cadec                                               | UMP                                                       | 13,03 %                                                   | Gilles Lebreton                                           | FN                                                        | 41,72 %                                                   |
| 2019 | %                                                         |                                                           |                                                           | %                                                         |                                                           |                                                           | %                                                         |
| 2024 | %                                                         |                                                           |                                                           | %                                                         |                                                           |                                                           | %                                                         |
| Élections régionales, résultats des deux meilleurs scores. |                                                           |                                                           |                                                           |                                                           |                                                           |                                                           |                                                           |
| Année | Liste 1re                                                 | Liste 1re                                                 | Liste 1re                                                 | Liste 2e                                                  | Liste 2e                                                  | Liste 2e                                                  | Participation                                             |
| 2004 | 60,62 %                                                   | Ségolène Royal                                            | PS                                                        | 34,16 %                                                   | Élisabeth Morin-Chartier                                  | UMP                                                       | 66,62 %                                                   |
| 2010 | 66,32 %                                                   | Ségolène Royal                                            | PS                                                        | 33,68 %                                                   | Dominique Bussereau                                       | UMP                                                       | 47,69 %                                                   |
| 2015 | 55,74 %                                                   | Alain Rousset                                             | PS                                                        | 30,83 %                                                   | Virginie Calmels                                          | LR                                                        | 51,02 %                                                   |
| 2021 | %                                                         |                                                           |                                                           | %                                                         |                                                           |                                                           | %                                                         |
| Élections cantonales |                                                           |                                                           |                                                           |                                                           |                                                           |                                                           |                                                           |
| Année | Élu                                                       | Élu                                                       | Élu                                                       | Battu                                                     | Battu                                                     | Battu                                                     | Participation                                             |
| Poitiers est répartie sur plusieurs cantons, cf. les résultats de ceux de Poitiers-1, Poitiers-2, Poitiers-3, Poitiers-4, Poitiers-5, Poitiers-6 et Poitiers-7. |                                                           |                                                           |                                                           |                                                           |                                                           |                                                           |                                                           |
| 2001 | %                                                         |                                                           |                                                           | %                                                         |                                                           |                                                           | indisponible %                                            |
| 2004 | %                                                         |                                                           |                                                           | %                                                         |                                                           |                                                           | indisponible %                                            |
| 2008 | %                                                         |                                                           |                                                           | %                                                         |                                                           |                                                           | indisponible %                                            |
| 2011 | %                                                         |                                                           |                                                           | %                                                         |                                                           |                                                           | indisponible %                                            |
| Élections départementales |                                                           |                                                           |                                                           |                                                           |                                                           |                                                           |                                                           |
| Année | Élus                                                      | Élus                                                      | Élus                                                      | Battus                                                    | Battus                                                    | Battus                                                    | Participation                                             |
| Poitiers est répartie sur plusieurs cantons, cf. les résultats de ceux de Poitiers-1, Poitiers-2, Poitiers-3, Poitiers-4 et Poitiers-5.                         |                                                           |                                                           |                                                           |                                                           |                                                           |                                                           |                                                           |
| 2015 | %                                                         |                                                           |                                                           | %                                                         |                                                           |                                                           | indisponible %                                            |
| 2021 | %                                                         |                                                           |                                                           | %                                                         |                                                           |                                                           | %                                                         |
| Référendums. |                                                           |                                                           |                                                           |                                                           |                                                           |                                                           |                                                           |
| Année | Oui (national)                                            | Oui (national)                                            | Oui (national)                                            | Non (national)                                            | Non (national)                                            | Non (national)                                            | Participation                                             |
| 1992 | 59,45 % (51,04 %)                                         | 59,45 % (51,04 %)                                         | 59,45 % (51,04 %)                                         | 40,55 % (48,96 %)                                         | 40,55 % (48,96 %)                                         | 40,55 % (48,96 %)                                         | 70,10 %                                                   |
| 2000 | 76,41 % (73,21 %)                                         | 76,41 % (73,21 %)                                         | 76,41 % (73,21 %)                                         | 23,59 % (26,79 %)                                         | 23,59 % (26,79 %)                                         | 23,59 % (26,79 %)                                         | 30,50 %                                                   |
| 2005 | 51,30 % (45,33 %)                                         | 51,30 % (45,33 %)                                         | 51,30 % (45,33 %)                                         | 48,70 % (54,67 %)                                         | 48,70 % (54,67 %)                                         | 48,70 % (54,67 %)                                         | 68,24 %                                                   |

### Instances judiciaires et administratives
- Palais des ducs d'Aquitaine abritant le palais de justice jusqu'en 2019, puis le palais de justice est transféré dans la nouvelle cité judiciaire créée dans l'ancien lycée des Feuillants.
- Tribunal administratif de Poitiers
- Hôtel de police de Poitiers.
- Commissariat de police des Couronneries.
- Commissariat de police des Trois Cités.

### Jumelages
- Northampton (Royaume-Uni) depuis 1979.
- Marbourg (Allemagne) depuis 1961 (signature officielle en 1981).
- Lafayette (États-Unis) depuis 1975.
- Coimbra (Portugal) depuis 1979.
- Iaroslavl (Russie) depuis 1970.
- Moundou (Tchad) depuis 1990.
- Iași (Roumanie) depuis 1969.

## Population et société

### Démographie

#### Gentilé
Selon l'usage et les principaux dictionnaires, le gentilé de Poitiers est Poitevins (comme celui des habitants du Poitou),,. Les gentilés Pictaves ou Pictaviens, formés au XIXe siècle à partir du nom du peuple celte des Pictavii en latin (les Pictons en français) pour distinguer les habitants de Poitiers de ceux du Poitou, sont ignorés par les dictionnaires courants et ne se sont jamais imposés.

#### Évolution démographique
L'évolution du nombre d'habitants est connue à travers les recensements de la population effectués dans la commune depuis 1793. Pour les communes de plus de 10 000 habitants les recensements ont lieu chaque année à la suite d'une enquête par sondage auprès d'un échantillon d'adresses représentant 8 % de leurs logements, contrairement aux autres communes qui ont un recensement réel tous les cinq ans,.

En 2022, la commune comptait 89 472 habitants, en évolution de +1,72 % par rapport à 2016 (Vienne : +0,6 %, France hors Mayotte : +2,11 %).
| 1793   | 1800   | 1806   | 1821   | 1831   | 1836   | 1841   | 1846   | 1851   |
| ------ | ------ | ------ | ------ | ------ | ------ | ------ | ------ | ------ |
| 18 284 | 18 223 | 21 465 | 21 315 | 23 128 | 22 000 | 22 376 | 26 764 | 29 277 |

| 1856   | 1861   | 1866   | 1872   | 1876   | 1881   | 1886   | 1891   | 1896   |
| ------ | ------ | ------ | ------ | ------ | ------ | ------ | ------ | ------ |
| 30 873 | 30 563 | 31 034 | 30 036 | 33 253 | 36 210 | 36 878 | 37 497 | 38 518 |

| 1901   | 1906   | 1911   | 1921   | 1926   | 1931   | 1936   | 1946   | 1954   |
| ------ | ------ | ------ | ------ | ------ | ------ | ------ | ------ | ------ |
| 39 886 | 39 302 | 41 242 | 37 663 | 42 347 | 41 546 | 44 235 | 48 546 | 52 633 |

| 1962   | 1968   | 1975   | 1982   | 1990   | 1999   | 2006   | 2011   | 2016   |
| ------ | ------ | ------ | ------ | ------ | ------ | ------ | ------ | ------ |
| 62 178 | 70 681 | 81 313 | 79 350 | 78 894 | 83 448 | 88 776 | 87 906 | 87 961 |

| 2021   | 2022   | - | - | - | - | - | - | - |
| ------ | ------ | - | - | - | - | - | - | - |
| 90 240 | 89 472 | - | - | - | - | - | - | - |

En 1946, aux 48 546 habitants officiellement recensés s’ajoutent plusieurs milliers de prisonniers de guerre allemands retenus au camp de la Chauvinerie (voir l’article Poitiers pendant la Seconde Guerre mondiale).
La densité de population de la commune est de 2 138 hab./km2. Celle du département est de 63 hab./km2. Elle est de 72 hab./km2 pour la région Nouvelle-Aquitaine et de 120 hab./km2 pour la France métropolitaine (INSEE- Recensement de 2020).

#### Pyramide des âges
La population de la commune est relativement jeune. En 2020, le taux de personnes d'un âge inférieur à 30 ans s'élève à 49,5 %, soit un taux supérieur à la moyenne départementale (35,1 %). Le taux de personnes d'un âge supérieur à 60 ans (20 %) est inférieur au taux départemental (28,7 %).
En 2020, la commune comptait 41 365 hommes pour 48 668 femmes, soit un taux de 54,06 % de femmes, supérieur à celui départemental (51,78 %).
Les pyramides des âges de la commune et du département s'établissent comme suit :
| Hommes | Classe d’âge | Femmes |
| ------ | ------------ | ------ |
| 0,7    | 90 ou +      | 2      |
| 5,2    | 75-89 ans    | 7,9    |
| 11,2   | 60-74 ans    | 12,5   |
| 13,9   | 45-59 ans    | 14,1   |
| 18     | 30-44 ans    | 15,3   |
| 35,7   | 15-29 ans    | 35,3   |
| 15,2   | 0-14 ans     | 12,9   |

| Hommes | Classe d’âge | Femmes |
| ------ | ------------ | ------ |
| 0,9    | 90 ou +      | 2,4    |
| 8,1    | 75-89 ans    | 10,3   |
| 17,9   | 60-74 ans    | 18,1   |
| 19,2   | 45-59 ans    | 18,8   |
| 17,3   | 30-44 ans    | 16,7   |
| 19,4   | 15-29 ans    | 18,2   |
| 17,2   | 0-14 ans     | 15,5   |

### Enseignement

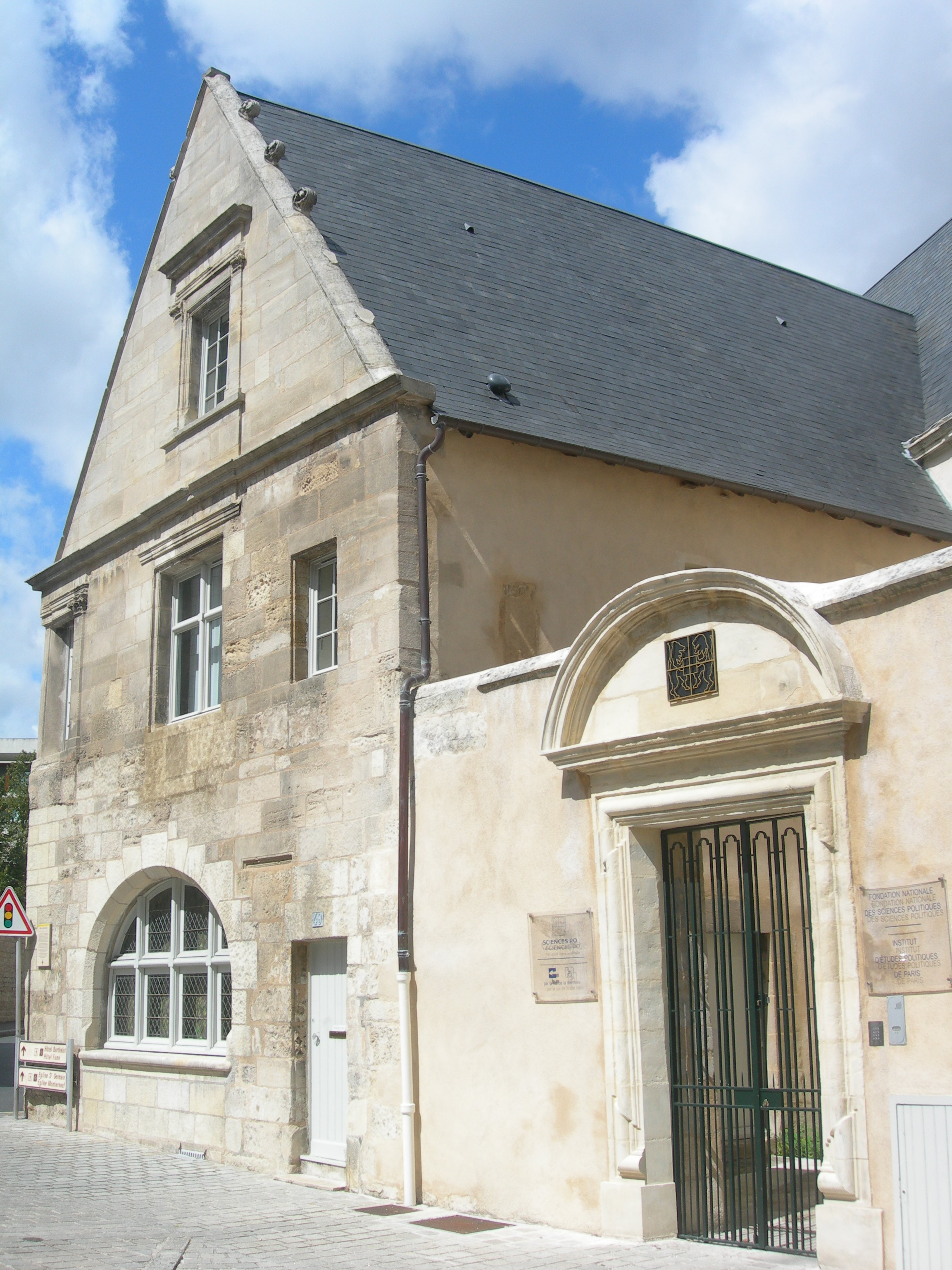
Hôtel Chaboureau.

La ville de Poitiers a une ancienne tradition universitaire. L'université de Poitiers a été fondée en 1431 et a formé plusieurs penseurs ou écrivains renommés : Descartes, Bacon, Du Bellay ou Rabelais. C'est[Quoi ?] aussi une référence[Quoi ?] de Balzac.
Poitiers est actuellement la ville la plus étudiante de France (avec plus de 27 000 étudiants), en considérant la proportion d'étudiants à la population totale (environ 22 %). Elle possède deux sites universitaires : le centre-ville et le domaine universitaire de Poitiers (nommé aussi campus).
L'université de Poitiers est le principal établissement d'enseignement supérieur et de recherche de la ville, avec près de 30 000 étudiants, dont environ 24 000 au sein de l'agglomération. L'université de Poitiers propose une offre de formation large, du bac+2 (DEUST) et bac+8 (doctorat), au sein de sept UFR, six instituts, une école d'ingénieur et un centre d'étude doctoral.
L'École nationale supérieure de mécanique et d'aérotechnique (ENSMA) est une école d'ingénieurs qui se situait précédemment à Poitiers. Depuis 1991, l’ENSMA et une partie de la faculté des sciences de l'université de Poitiers (le SP2MI) ont été déplacés sur la technopole du Futuroscope.
Poitiers accueille également en grand nombre de centres de formation privés, comme l'Isfac ou l'École de design de Nouvelle-Aquitaine.
Depuis 2001, la ville de Poitiers accueille le campus délocalisé « Premier cycle Amérique latine, Espagne et Portugal » de l'Institut d'études politiques de Paris (Sciences Po Paris). Depuis 2019, le campus est hébergé dans l'ancien collège des Jacobins, rebaptisé collège Aliénor, rue Jean-Jaurès.
La congrégation religieuse de l'Union chrétienne de Saint-Chaumond tient un collège et un lycée. Seul le collège est non mixte: l'un en centre-ville est réservé exclusivement aux filles, et l'autre à La Gibauderie est réservé aux garçons. Les élèves y reçoivent un enseignement catholique.
Le lycée Camille-Guérin, situé au sud-est de la ville, compte plusieurs classes préparatoires littéraires, scientifiques, et économiques et commerciales. Le lycée Aliénor d'Aquitaine accueille des classes préparatoires économiques. Le lycée polyvalent Nelson-Mandela possède une classe préparatoire scientifique, ainsi que deux BTS. Enfin, le Lycée général et technologique du Bois d'Amour compte plusieurs filières d'enseignement de BTS.
De plus, le centre-ville est doté du lycée Victor-Hugo, anciennement lycée de jeunes filles.

### Recherche
Poitiers accueille 37 unités de recherche de l'université de Poitiers, dont 12 en cotutelle avec le CNRS, 3 en cotuelle avec l'INSERM, 2 en cotuelle avec l'ISAE-ENSMA.
Ces 37 unités de recherches sont fédérées au sein de cinq Instituts Fédératifs de Recherche.

### Manifestations culturelles et festivités
- Les rencontres cinématographiques Henri-Langlois, rebaptisées Poitiers Film Festival, festival du film et du court-métrage.
- La Gamers Assembly, plus importante manifestation française de jeux vidéo, regroupant des équipes venant de toute l'Europe. En 2019, 2 500 joueurs et 25 000 visiteurs ont participé à la 19e édition de la gamers assembly.
- Les Expressifs : le festival annuel du spectacle de rue.
- Trouver Sonnette à son Pied : le festival en appartements et autres lieux insolites.
- La Semaine estudiantine, organisée au printemps par les Bitards.
- Les Rencontres Gourmandes du Poitou, manifestation organisée par la Confrérie de la Grand'Goule.
- Make Art : festival consacré aux mondes du logiciel libre et des arts numériques.
- BRUISME : festival consacré aux musiques improvisées et expérimentales, organisé par l'association Jazz à Poitiers.
- Le festival Filmer le Travail : festival cinématographique et photographique autour de l'image dans le monde du travail.
- Le festival Raison d'agir : festival qui vise à croiser les expériences individuelles et collectives avec les savoirs issus des sciences sociales.
- Le Poitou Bière Festival : festival des passionnés de la bière artisanale et locale en Poitou.
- Traversées : un événement artistique et culturel qui s'articule autour du Palais des Ducs d'Aquitaine et d'une quinzaine d'autres sites patrimoniaux de Poitiers. La première édition a lieu du 12 octobre 2019 au 19 janvier 2020. Traversées serait amené à être une biennale d'art contemporain (et donc à revenir tous les deux ans). Pour cette première, c'est l’artiste sud-coréenne Kimsooja qui est le fil conducteur de l’événement, entourée d'une vingtaine d'autres artistes d'art contemporain.

### Santé
- Centre hospitalier régional et universitaire de La Milétrie.
- Centre hospitalier spécialisé Henri-Laborit.
- Polyclinique La Providence de Poitiers.
- Clinique du Fief de Grimoire.

### Sports
- Le Stade poitevin est le club omnisports de la ville, fondé en 1900. Il englobe notamment une équipe de rugby évoluant en Fédérale 3, une équipe de football américain qui évolue en championnat national D3 depuis la saison 2014-2015, une fameuse équipe de volley-ball évoluant au plus haut niveau national en Ligue A (remportée à deux reprises) ou encore une équipe de football, le Stade Poitevin Football Club fondé en 1921. Cette dernière évolue aujourd'hui en National 2. Son principal fait d'armes est un quart de finale de la Coupe de la Ligue joué en 1997-1998 à Bordeaux (perdu 4-3) si l'on prend en compte l'historique du Stade Poitevin PEPP.
Le club compte à son actif 3 titres de champion du Centre-Ouest en division d'honneur et 6 Coupes du Centre-Ouest.
- Le Poitiers Basket 86 est le club de basket de la ville, qui évolue actuellement en Pro B. Il a connu la Pro A de 2009 à 2013 après avoir été champion de Pro B en 2009 (en battant son grand rival Limoges CSP en finale). Le club créé en 2004 (issu d'une fusion entre le Stade Poitevin et le CEP) a notamment révélé le joueur français Evan Fournier qui évoluait anciennement en NBA.
- Le Poitiers Étudiants Club, club omnisports poitevin lié à la population étudiante de la ville, dispose d'une section handball aujourd'hui sous le nom de Grand Poitiers Handball 86, avec une équipe masculine et féminine évoluant respectivement en Nationale 1 pour les garçons et en Nationale 3 pour les filles.
- L'athlétisme est représenté par l'Entente Poitiers Athlétisme 86 et la section athlétisme du Poitiers Étudiants Club. Elles évoluent au stade Paul-Rébeilleau.
- Le Poitiers TTACC 86 est le principal club de tennis de table de la ville. Fruit de la fusion en 2007 entre l'ASPTT Poitiers, le CEP Poitiers et le CCL Fontaine-le-Comte, le club monte pour la première fois de sa très jeune histoire en Championnat de Pro B, en 2011, grâce à son équipe féminine. Lors de la saison 2024-2025, l'équipe évolue en Pro A
- Au mois d'avril se déroule le marathon Poitiers-Futuroscope.
- Le golf de Poitiers-Châlons est situé au nord du campus, sur la commune. Il est entretenu par l'université de Poitiers, fait unique sur le continent européen. Des extérieurs peuvent y jouer mais il est principalement réservé aux étudiants.

### Médias

#### Presse locale
- La Nouvelle République du Centre-Ouest : La Nouvelle République est un quotidien issu de la Résistance dont le premier numéro paraît le samedi 2 septembre 1944 avec un tirage de 33 000 exemplaires. Il est diffusé sur cinq départements du centre-ouest, dont la Vienne. Le siège du groupe La Nouvelle République est situé à Tours.
- Centre-Presse : ce quotidien d'information local est diffusé dans le seul département de la Vienne. Il appartient aujourd'hui au groupe La Nouvelle République.
- 7 à Poitiers : ce quotidien gratuit parait toutes les semaines et traite de l'actualité propre à la ville de Poitiers et à son agglomération.

#### Télévision régionale
France 3 Poitou-Charentes est la seule chaîne locale depuis la disparition de Villages tv en 2011. On peut la capter à Poitiers grâce au site TDF situé près de l'Hôpital des Champs. La chaîne régionale publique est situé au 35 rue Léopold Sédar Senghor, près de l'aéroport, depuis son déménagement de son site historique des Couronneries.

#### Radios locales
Poitiers dispose de plusieurs radios locales, dont quatre associatives (catégorie A), deux commerciales (catégorie B), une nationale avec décrochages locaux (Catégorie C) et une publique :
- France Bleu Poitou (87.6 FM) est la radio locale publique émettant dans la Vienne et les Deux-Sèvres. Elle est arrivée en 2002 ;
- rMZ (88.9 FM) est la radio associative du Lycée Nelson Mandela, situé rue de la Bugellerie ;
- delta FM (90.2 FM) est la radio associative implantée au Lycée pilote innovant international de Jaunay-Clan, situé tout près du Futuroscope ;
- Forum (91.7 FM) est une radio régionale émettant depuis Orléans. Elle appartient au Groupe 1981 qui détient plusieurs autres radios locales ;
- Chérie FM Poitiers (93.3 FM) est la déclinaison locale de la radio nationale Chérie FM à destination des poitevins. C'est la seule radio dans ce cas-là sur Poitiers. Sa programmation musicale vise un public essentiellement féminin ;
- RCF Poitou (94.7 FM) est la radio locale de la communauté chrétienne du Poitou. Elle s'appelait « RCF Accords » mais proposait un autre programme plus local que sa consœur d'Angoulême ;
- Radio Pulsar (95.9 FM) est la radio étudiante de Poitiers. Elle est basée à l'Université de Poitiers depuis que le lycée des Feuillants est fermé (2010) ;
- Alouette (98.3 FM) est une radio régionale basée aux Herbiers, en Vendée. Sa couverture va d'une partie de la Bretagne jusqu'au Limousin.

### Cultes

#### Catholicisme
- Cathédrale Saint-Pierre-et-Saint-Paul (XIIe siècle - XIVe siècle, de style gothique Plantagenêt).
- Église Saint-Porchaire, rue Gambetta (XIe siècle - XIIe siècle)
- Église Notre-Dame-la-Grande, place Charles-de-Gaulle (XIe siècle - XIIe siècle)
- Église Saint-Hilaire le Grand, rue Saint-Hilaire (Xe siècle)
- Église Saint Paul, rue du Faubourg-du-Pont Neuf
- Église Saint-Cyprien, rue du Faubourg-Sant-Cyprien
- Église Saint-Jean l'Évangéliste, place Montierneuf
- Église Sainte Thérèse, rue Sainte-Thérèse
- Église Sainte-Radegonde, impasse Sainte-Radegonde
- Église de la résurrection, 65 avenue John-Kennedy
- Chapelle de l'Immaculée-Conception (44 rue Jean-Jaurès).

#### Protestantisme
- Temple protestant de Poitiers, rue des Écossais[90], (1951), œuvre de Lucien et Maurice Martineau.
- Église évangélique baptiste, rue de la Croix-Bourdon[91].
- Église évangélique protestante AECM, avenue Jacques-Cœur[92].
- Église évangélique Assemblée de Dieu, avenue de Nantes[93].
- Église protestante évangélique libre, rue Condorcet[94].
- Église chrétienne, rue Arthur Ranc.
- Église Évangélique Family Church, rue du Chant-des-Oiseaux.
- Église adventiste du septième jour, rue Serge-Rouault.

#### Judaïsme
- Synagogue, boulevard Jeanne d'Arc.

#### Orthodoxie
- Église orthodoxe Saint-Savin et Saint-Cyprien, rue Émile Faguet.
- Église orthodoxe de la Trinité-Saint-Hilaire, avenue de le Libération.

#### Islam
- Grande mosquée de Poitiers, rue de la Vincenderie.

#### Autres
- Salle du royaume des témoins de Jéhovah, rue Chardonnerets.
- Église de Jésus-Christ des saints des derniers jours, avenue Iaroslav.

## Économie

### Revenus et fiscalité
Le niveau de vie médian pour cette localité est de 17 866 € par an, soit un niveau moins élevé (-10,74 %) que le revenu médian national, estimé à 19 785 €.
Le taux de pauvreté (21,1 %) est nettement supérieur au taux de pauvreté français (13,9 %).
Près de 48,4 % des foyers fiscaux de la commune sont non imposables.

### Grandes entreprises
Poitiers est le siège social de 31 entreprises réalisant plus de dix millions d'euros de chiffre d'affaires.
Poitiers était, jusqu'en 2011, le siège de la Chambre de commerce et d'industrie de la Vienne (déménagé sur la technopole du Futuroscope à Chasseneuil-du-Poitou). Elle gère l’aéroport de Poitiers-Biard.

## Culture locale et patrimoine

### Lieux et monuments
Poitiers et Grand Poitiers ont le label Villes et Pays d'Art et d'Histoire.
En octobre 2024, l'église Saint Hilaire classée au patrimoine de l'UNESCO a été incendiée.

#### Architecture religieuse
La ville de Poitiers, aujourd'hui encore surnommée la « ville aux cent clochers », compte de nombreuses églises. Reconnue internationalement pour son architecture de l'époque romane, la ville de Poitiers est l'écrin de nombreux édifices religieux d'envergure comme l'église Notre-Dame-la-Grande ou l'église Saint-Hilaire.

##### Antiquité tardive et haut Moyen Âge

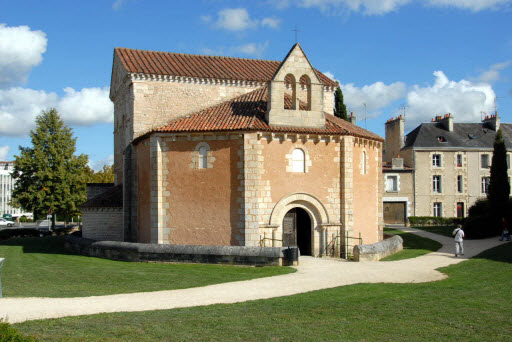
Baptistère Saint-Jean.

- Baptistère Saint-Jean, rue Jean-Jaurès (à partir du IVe siècle).
- Hypogée des Dunes, rue du Père-de-la-Croix (VIIe – VIIIe siècle).
- Abbaye Sainte-Croix Vestiges archéologiques (VIe siècle - XIe siècle).

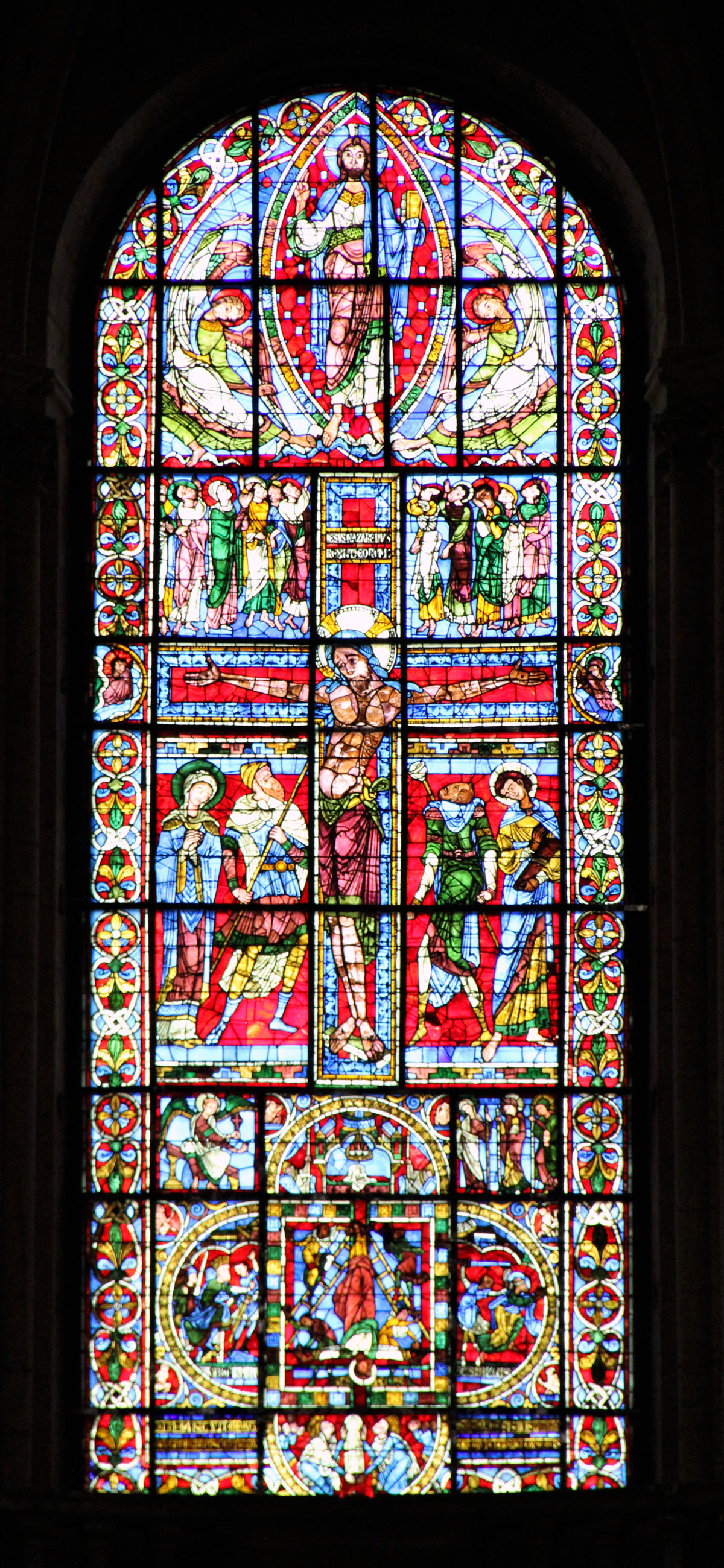
Vitrail de la Crucifixion (XIIe siècle) dans la cathédrale Saint-Pierre.

##### Période romane

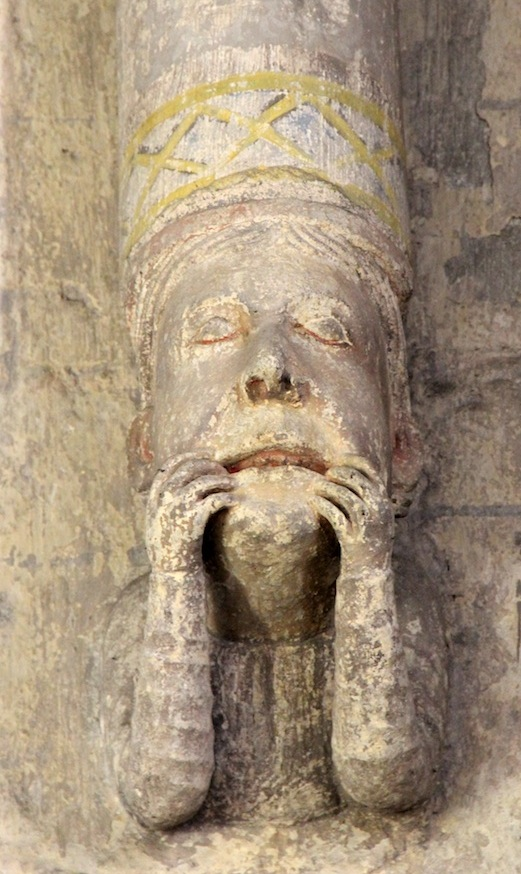
Église Sainte-Radegonde, console sculptée (XIe siècle).

- Église Sainte-Radegonde de Poitiers, rue de Pigeon Blanc (XIe – XVe siècle).
- Église Saint-Hilaire le Grand, rue Saint-Hilaire (XIe – XIXe siècle).
- Église Notre-Dame-la-Grande de Poitiers, place Charles De Gaulle (XIe – XIIe siècle).

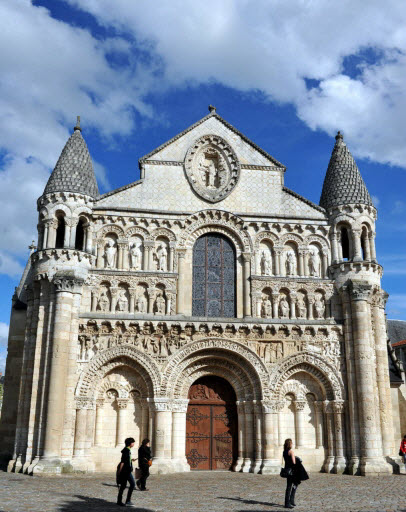
Église Notre-Dame-la-Grande.
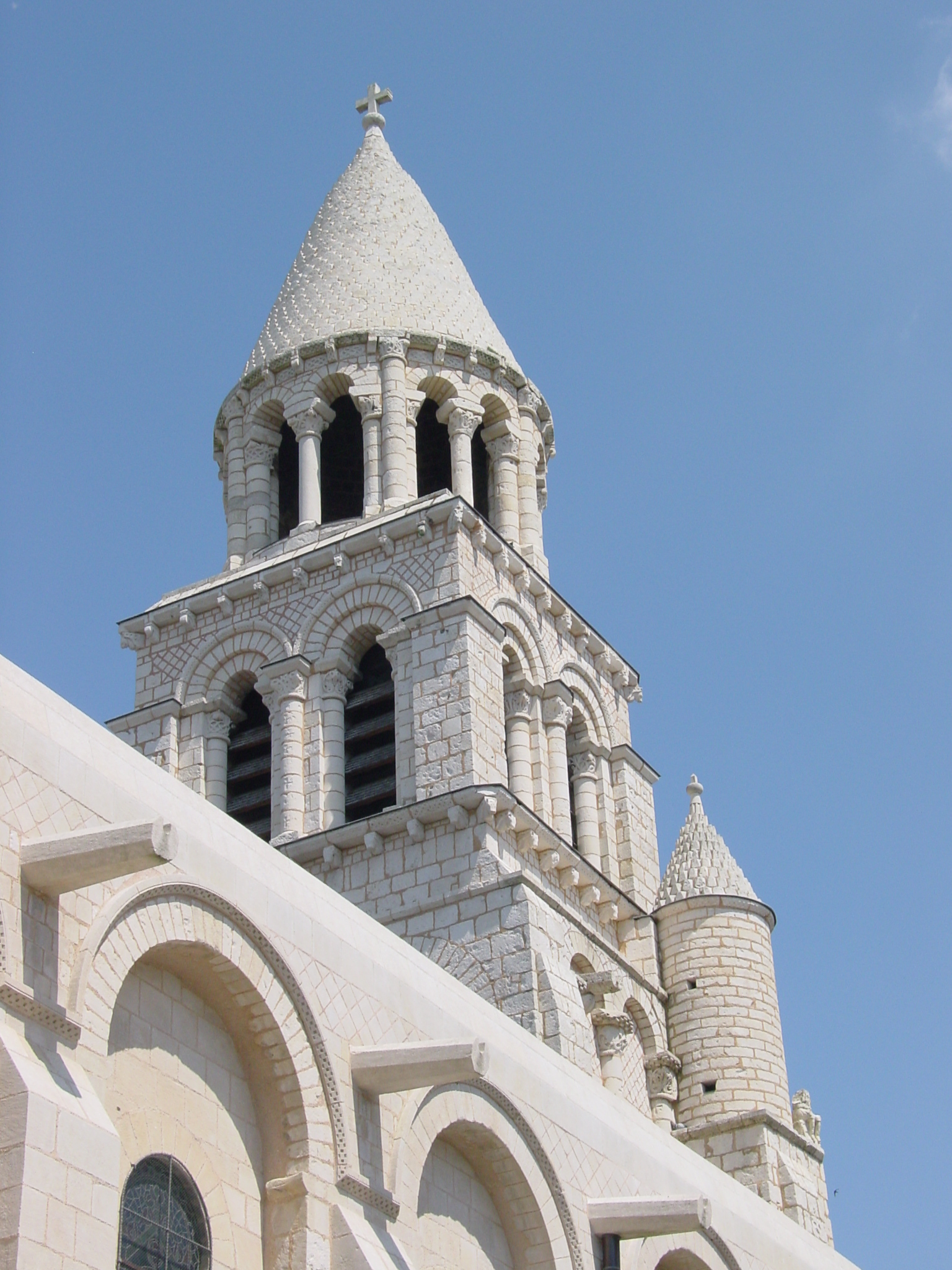
Clocher de Notre-Dame-la-Grande.

- Abbatiale Saint-Jean de Montierneuf, place Montierneuf (XIe – XVIIe siècle).
- Église Saint-Porchaire, rue Saint-Porchaire (XIe – XVIe siècle). Elle abrite l'ancienne cloche de l'Université qui date du XVe siècle. C'est l'une des plus anciennes de France avec celle de l'église Saint-Meriadec à Pontivy datant du VIe siècle et celle en fer forgé de Rocamadour qui remonterait au IXe siècle.
- Église Saint-Hilaire-de-la-Celle, rue Sainte-Catherine (XIIe siècle), ancienne abbaye reconstruite au XVIIe siècle, aujourd'hui abritant le CRDP de la région Poitou-Charentes.
- Église Saint-Germain, rue Saint-Germain (XIIe – XVIe siècle), ancienne paroisse de quartier, aujourd'hui auditorium pour le Conservatoire à Rayonnement Régional.
- Église SaintNicolas (vers 1050), fondée par Agnès de Bourgogne au XIe siècle, démolie au XIXe siècle. Subsistent des vestiges du déambulatoire et d'une chapelle (privés).
- Église Saint-Paul, rue Saint-Paul (XIe et XVe siècles) ancienne paroisse, vestiges d'une voûte romane et d'un grand fenestrage gothique flamboyant (privé).
- Église Saint-Michel-Saint-Georges, très ancienne paroisse fondée contre le mur d’enceinte du Bas Empire, reconstruite au Moyen Âge. Subsiste un mur pignon visible depuis Grand'rue.
- Église Saint-Cybard, rue Sylvain-Drault (XIe siècle), vestiges d'un mur dans l'actuelle chapelle des dominicaines (privé).
- Église Saint-Christophe, rue Jean-Jaurès (XIe siècle ?), ancienne paroisse incluse au XIIIe siècle dans l'enceinte du couvent des Jacobins, mur conservé dans le bâtiment de l'ESCEM.
- Abbaye Saint-Cyprien, rue Pasteur (IXe, XIe et XVIIe siècles), ruinée par les guerres de religion, devenue au XIXe siècle l'hôpital Pasteur (ancien). Vestiges romans découverts en fouille au XIXe siècle.

##### Période gothique
- Cathédrale Saint-Pierre place de la Cathédrale (XIIe – XIVe siècle, de style gothique Plantagenêt).
- Chapelle des Cordeliers, rue Henri Oudin (XIIIe, XVIe et XVIIe siècles), fondée au XIIIe siècle puis reconstruite plusieurs fois, vestiges visibles dans la galerie commerciale des Cordeliers. Voûtes Renaissance à caissons. Madame de Montespan y fut inhumé dans le caveau de famille[98].
- Église Saint-Savin-Saint-Cyprien, rue Émile-Faguet (XVe – XIXe siècle), très restaurée dans les années 1880.
- Église Saint-Étienne, (XVe siècle), vestiges (porte gothique) place Charles-de-Gaulle.

##### Époque moderne

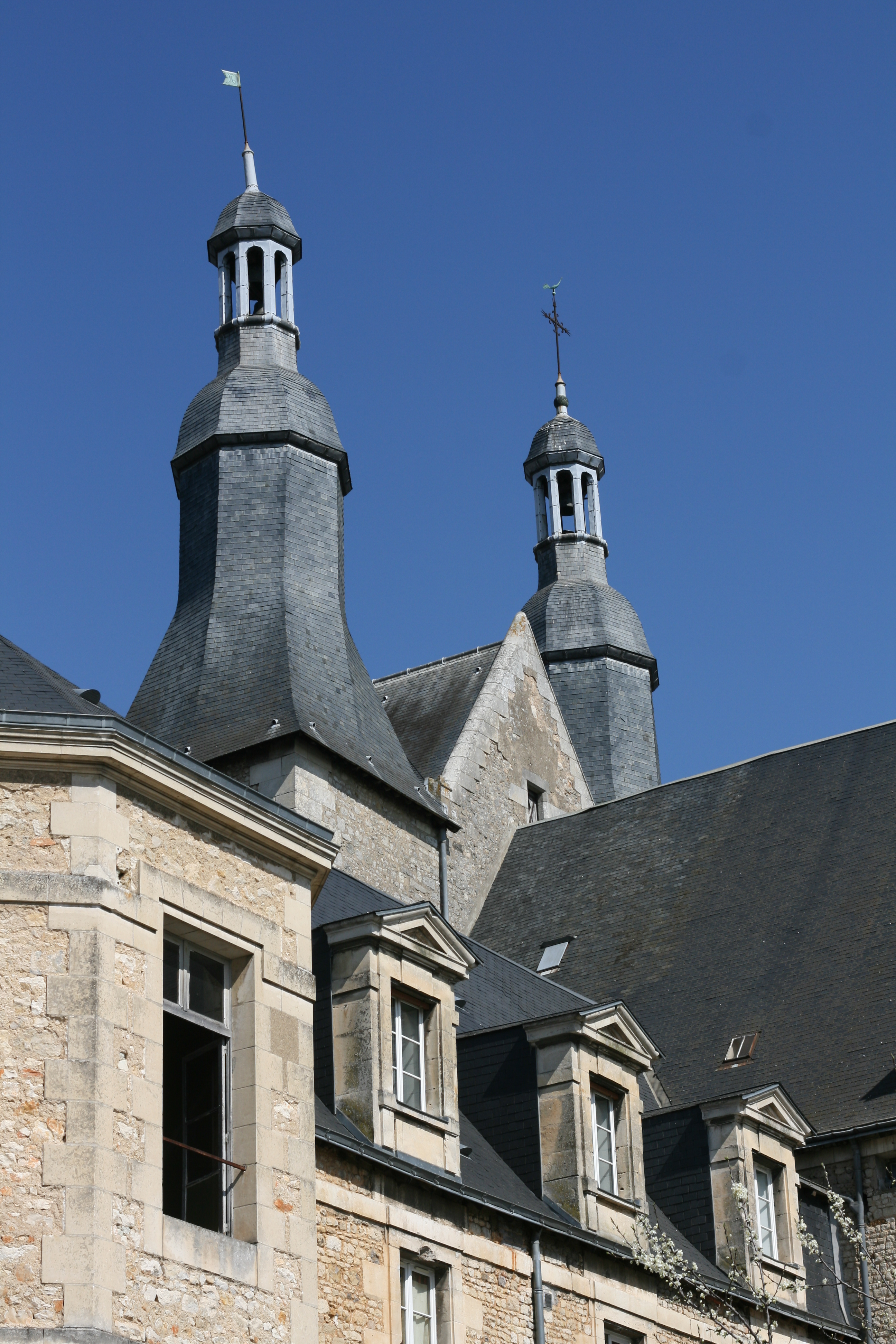
Clocher du collège des Jésuites (XVIIe siècle).

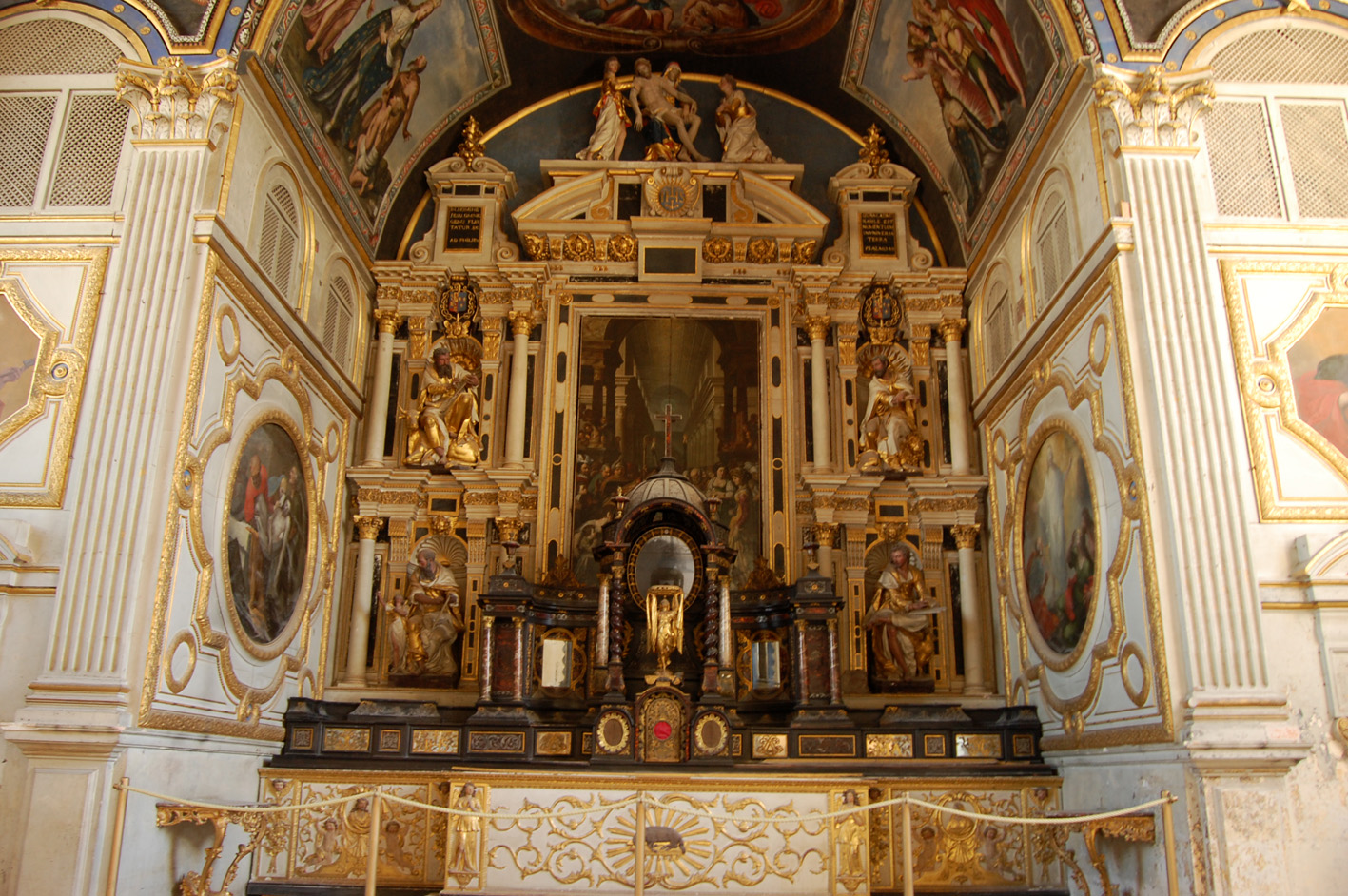
Chapelle Saint-Louis.

- Chapelle Saint-Louis du collège Henri-IV, rue Louis Renard (1608).
- Prieuré hospitalier de Poitiers, Grand-Rue (1667).
- Chapelle des Carmélites, rue des Carmélites (1699), œuvre de Pierre le Duc, archives de la Banque de France depuis 1920.

##### XIXesiècle
- Chapelle du Sacré-Cœur des Feuillants, rue Pré Abbesse, énorme édifice de style Restauration, construit à partir de 1818.
- Palais de justice de Poitiers et ancien lycée des Feuillants, inscrit partiellement au titre des monuments historiques fut construit entre 1858 et 1864 par le révérend père Tournesac, architecte de formation (également auteur du Gésù et de la chapelle des Sœurs de la Providence). En 2016, le site est rénové pour accueillir la nouvelle cité judiciaire dès 2019.
- Chapelle de l'abbaye des filles de Notre-Dame, rue de la Trinité (années 1840), aujourd'hui amphithéâtre Venance-Fortunat de la maison diocésaine.
- Chapelle du Gésu, rue Édouard-Grimaux (milieu XIXe), chapelle Jésuite, œuvre du père Tournesac, anciennes archives départementales puis hôtel.
- Église Sainte-Thérèse-Sainte-Jeanne-d'Arc, rue de l'Aviation (1867) ancienne chapelle du lycée Victor-Hugo, démontée et reconstruite dans le quartier des Rocs dans les années 1930, aujourd'hui paroisse.
- Ancienne chapelle du collège des frères de Saint-Gabriel puis du collège Saint-Stanislas, rue Ancienne Comédie (années 1880), de style romano-byzantin elle est aujourd'hui convertie en salle de conseil de Région.

##### XXesiècle
- Temple protestant de Poitiers (1951), œuvre de Lucien et Maurice Martineau.
- Église Saint-Paul, rue du Faubourg-Pont-Neuf (1955), œuvre de Madeleine Ursault[99].
- Église Saint-Cyprien, rue du Faubourg-Saint-Cyprien (1964), œuvre de Marcel Boudoin et Jacques Lafille.
- Église de la Croix de Beaulieu, rue Savari.
- Église de la Résurrection, avenue Kennedy.

#### Autres Édifices religieux
- Église Saint-Martin, avenue de la Libération.
- Église Sainte-Bernadette, rue de la Tourelle.
- Chapelle de collège de la Providence, rue René-Descartes.
- Chapelle du couvent des Dominicains, rue Pascal-Lecoq.
- Chapelle de l'école Cornet Coligny, boulevard Coligny.
- Chapelle des Filles de la Sagesse, rue Cueille-Mirebalaise.
- Chapelle des Gaillards, rue Gaillards.
- Chapelle de ancien hôpital de la Charité, rue Sarrail.
- Chapelle de l'hôtel de Briey, Grand-Rue
- Chapelle ancien hôtel-Dieu, rue Hôtel-Dieu.
- Chapelle Notre-Dame de l'Annonciation, avenue de la Libération.
- Chapelle Notre-Dame des gens du voyage, boulevard Anatole.
- Chapelle Notre-Dame de la Salette, rue Feuillants.
- Chapelle Saint-Hilaire entre les Églises, impasse de la Cathédrale.
- Chapelle Sainte-Croix du Pas de Dieu, rue Sainte-Croix.
- Chapelle Sainte-Marie-Reine-des-Cœurs, rue Montbernage.
- Chapelle des Sœurs de Picpus, rue Théophraste-Renaudot.
- Chapelle de la congrégation Union Chrétienne, rue Sainte-Radegonde.
- Vestiges église Saint-Martin entre les deux églises, impasse de la Cathédrale.

##### XXIesiècle

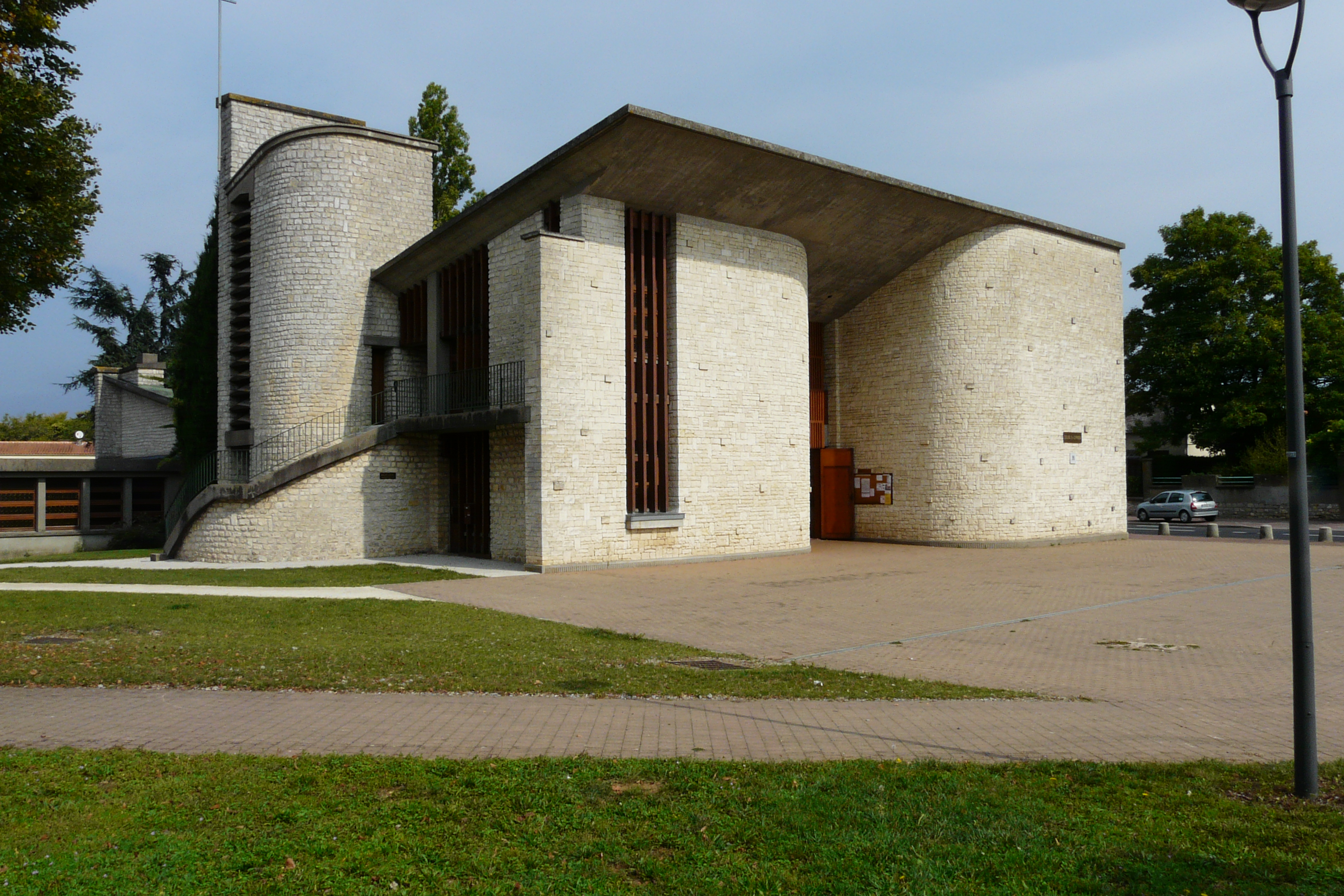
Église Saint-Cyprien (1964), aux Trois-Cités.

- Grande mosquée de Poitiers.

#### Architecture militaire
- Vestiges de la muraille du Bas-Empire (IIIe – IVe siècle) dans le square des Cordeliers, rue des Carolus, dans la médiathèque.
- Vestiges de la muraille d'Aliénor reconstruite par Jean de Berry : (XIIe – XVe siècle).
- Tours de cette même muraille dans la vallée de la Boivre (XIIe – XVe siècle) (actuels établissements de la poste).
- Tours du château triangulaire, construit par Philippe-Auguste et rénové par Jean de Berry, au confluent du Clain et de la Boivre. (XIIIe , fin XIVe siècle).

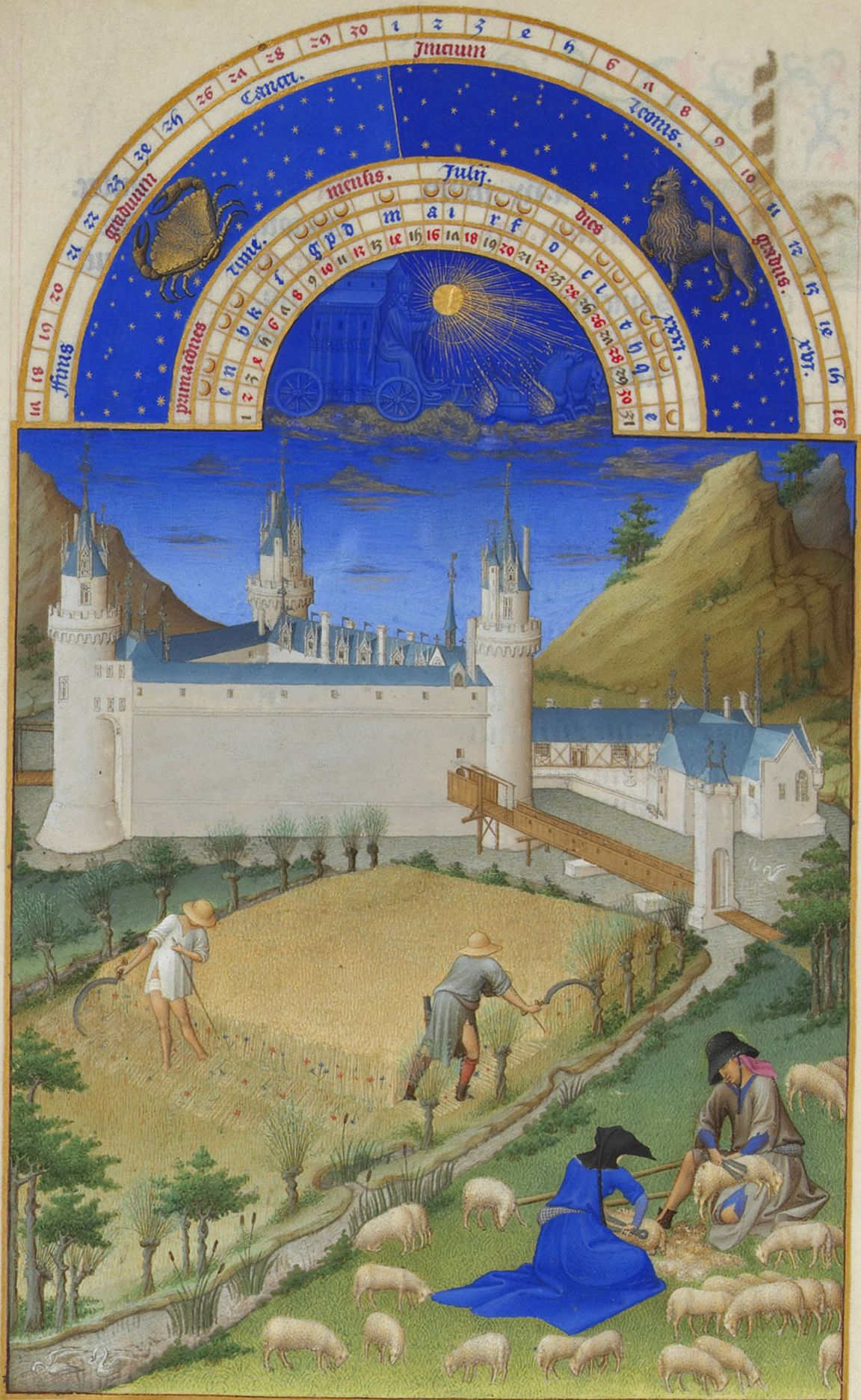
Les Très Riches Heures du duc de Berry, mois de juillet avec le château triangulaire de Poitiers, musée Condé, ms.65, f.7v

#### Architecture civile

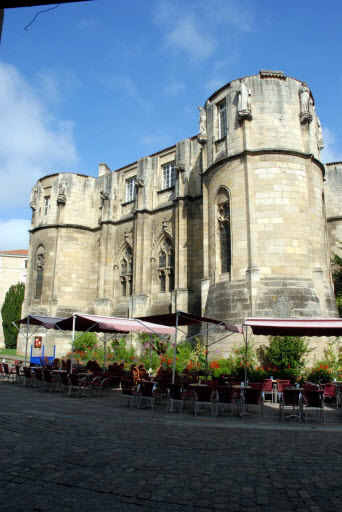
Le Palais des Ducs d'Aquitaine et ancien palais de justice de Poitiers.

##### Néolithique
- Dolmen de la Pierre levée, rue du Dolmen.

##### Antiquité
- Vestiges de l'amphithéâtre romain, (Ier siècle apr. J.-C.) détruit en grande partie en 1857.

##### Période romane
- Vestiges de maisons romanes rue Jean-Bouchet, place de la Cathédrale et du Cardinal-Pie.

##### Période gothique

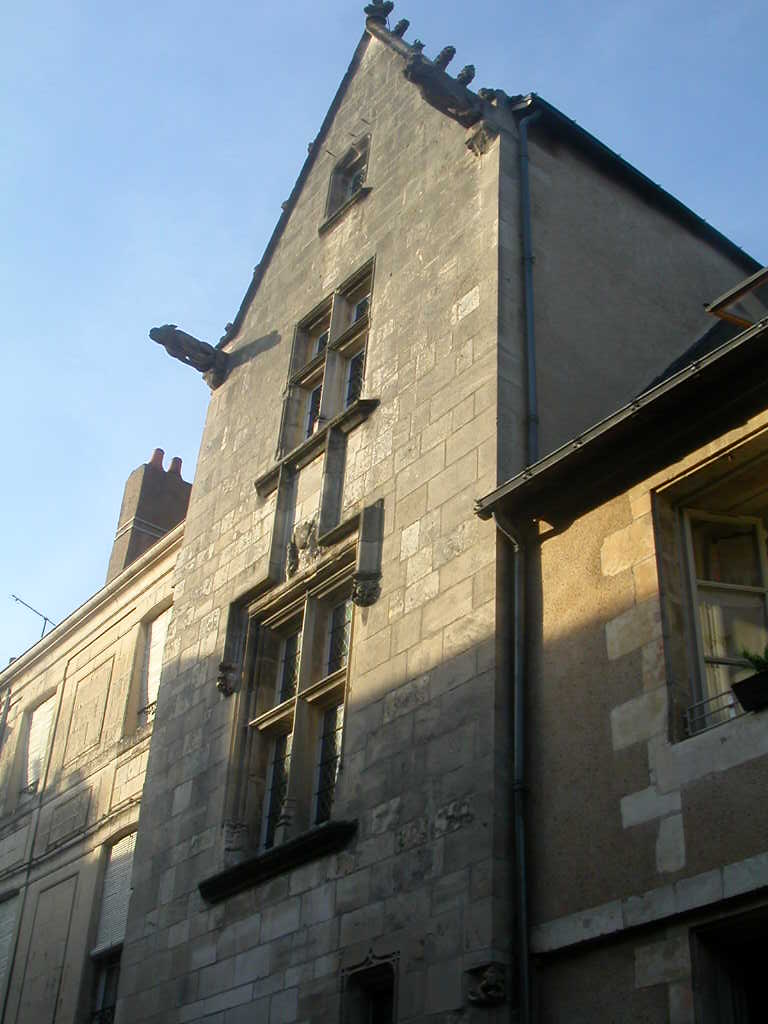
Maison dite « des Trois-Clous ».

- Palais des comtes de Poitou et ducs d'Aquitaine (XIIe – XIXe siècle), ancien palais de justice de Poitiers, avec notamment la tour Maubergeon (ancien donjon réaménagé à la fin du Moyen Âge) et la salle dite salle des Pas Perdus (ancienne aula du palais d'Aliénor d'Aquitaine) et la « Belle Cheminée ».
- Ancien échevinage, rue Paul Guillon (1429), à l'origine chapelle et bibliothèque de l'Université, aujourd'hui siège de la Société des antiquaires de l'Ouest.
- Maisons à pans de bois (XVe – XVIe siècle), rue de la Chaîne, place du Marché-Notre-Dame, rue de la Regratterie, rue des Vieilles-Boucheries.
- Hôtel Royrand (XVe siècle), imposante bâtisse occupant un angle de rue, de style gothique flamboyant.
- Logis de la Grande-Barre (XVe siècle), rue de l'Arceau.
- Maison des Trois-Clous (XVe siècle), Grand'rue, ornée de gargouilles, ancienne demeure d'un riche patricien.
- Fontaine du Pont Joubert (XVe siècle), petite fontaine de quartier reproduite par Viollet-le-Duc dans son dictionnaire.

##### Renaissance
- Hôtel Fumé (vers 1480 - vers 1520), demeure de Pierre puis de François Fumé, maires et échevins, de style gothique flamboyant, aujourd'hui faculté de Sciences Humaines et Arts de l'université de Poitiers.
- Hôtel Berthelot[100] (XVIe siècle), demeure de René Berthelot, maire, de style première Renaissance, aujourd'hui Centre d'études supérieures de civilisation médiévale.
- Hôtel d'Estissac (vers 1520), construit pour Geoffroy d'Estissac, protecteur de Rabelais et doyen de Saint-Hilaire. Premier escalier rampe-sur-rampe de la ville, aujourd'hui IUFM.
- Hôtel Jean Beaucé (1554), construit pour Jean Beaucé, marchand huguenot.
- Hôtel Pélisson (1557), demeure d'un riche marchand drapier, dans le style de la seconde renaissance française.
- Hôtel Chaboureau (XVIe siècle).

##### XVIIesiècle
- Hôtel Isaïe de Rochefort, (1599-1629) élégant hôtel particulier, aujourd'hui DRAC Poitou-Charentes.
- Hôtel Pinet, (vers 1662) construit pour Jean Pinet, receveur général des finances, aujourd'hui présidence de l'Université.
- Ancien hôpital (1687-1682).
- Hôtels particuliers rue Descartes, rue Saint-Germain et Grand'Rue.

##### XVIIIesiècle
- Hôtel de Nieul, (vers 1785) de style Louis XVI place du Maréchal-Leclerc.
- Hôtel Vétault, (vers 1790) rue de la cathédrale. Un autre hôtel (1783) du même nom se trouve rue Carnot.

##### XIXesiècle
- Hôtel de ville (1869-1875), œuvre de l'architecte Antoine-Gaétan Guérineau, de style Second Empire[101]. Originellement musée et mairie, il abrite des tableaux de Pierre Puvis de Chavannes, Léon Perrault, Émile Bin.
- Préfecture de la Vienne (1864-1868), œuvre d'Alphonse Durand, d'inspiration Louis XIII.
- Château d'Eau, vers 1887, parc de Blossac, bâtisse imposante.
- Faculté de Médecine, vers 1850, rue de l'Hôtel-Dieu, façade de style Second Empire.

##### XXesiècle
- Grande Poste (1910-1919), édifice conservant un décor intérieur d'inspiration Art nouveau, sur la façade sculptures d'Aimé Octobre.

Architecture Art Déco

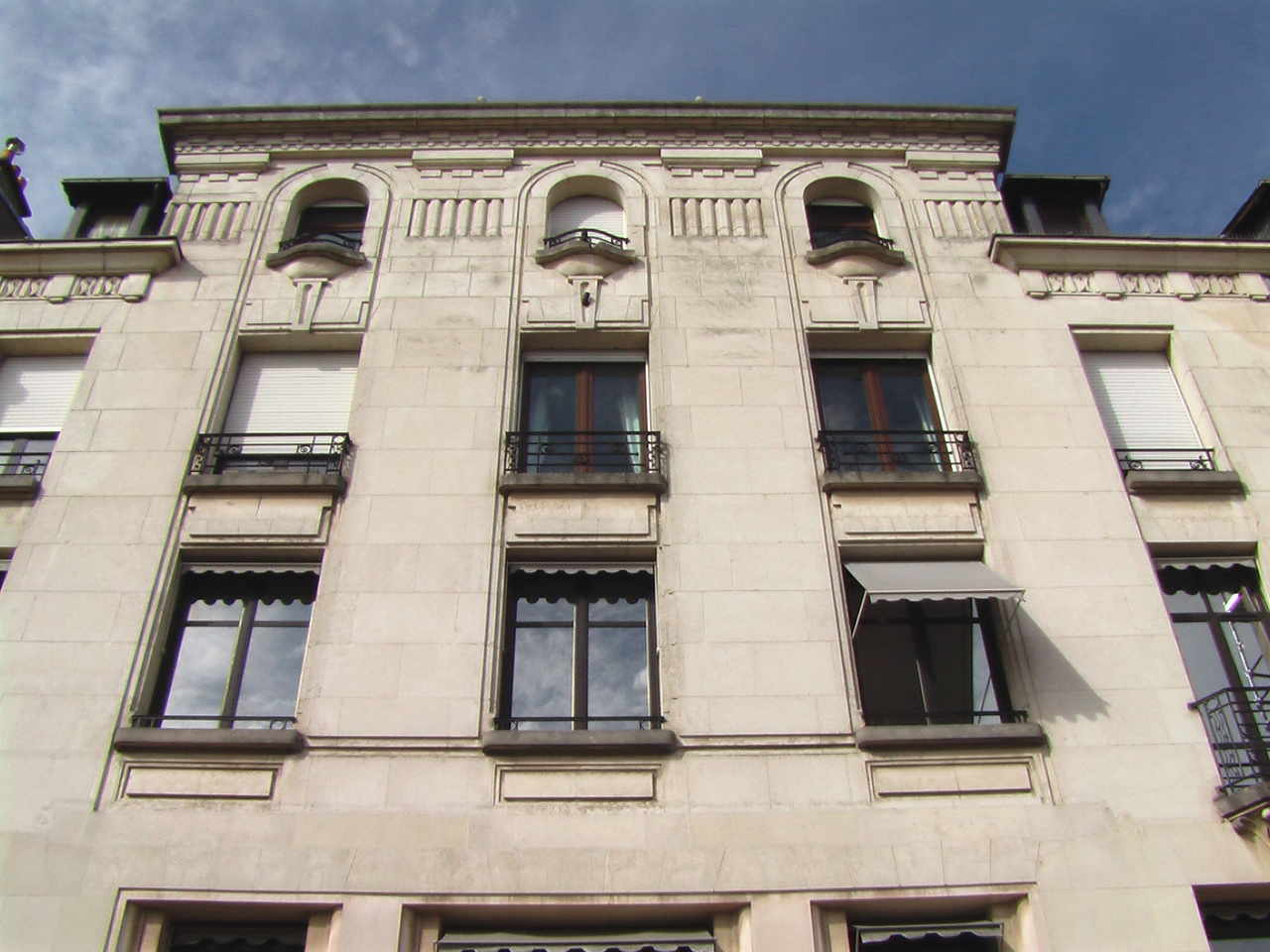
Façade Art Déco (1928) sur la place du Maréchal-Leclerc.

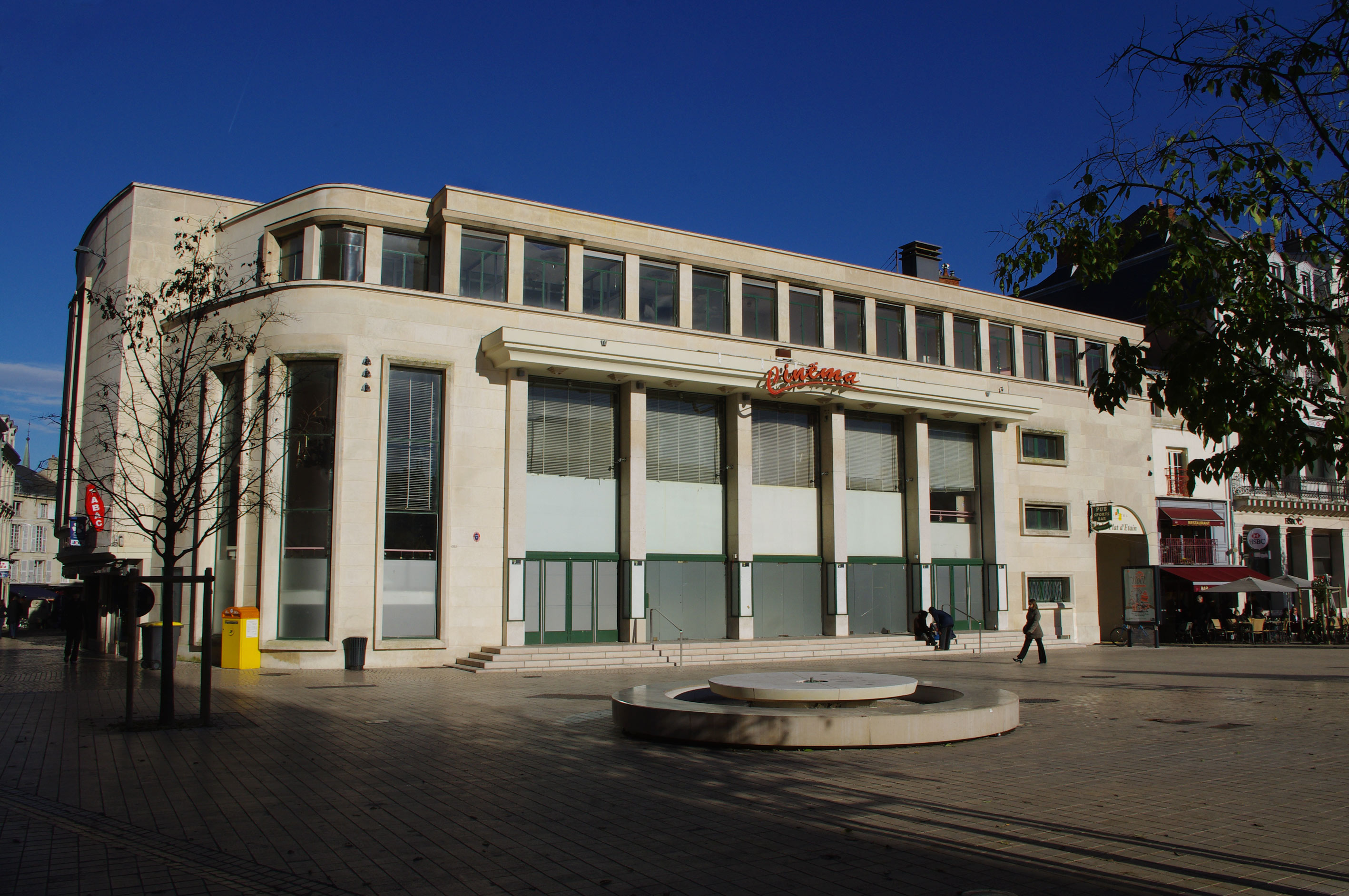
Ancien Théâtre Municipal (1954), place du Maréchal-Leclerc.

- Maison Roubaud, (1927) rue Théophraste-Renaudot.
- Hôtel Gilbert, (1933) construit par André Ursault pour une famille de torréfacteurs, façade d'inspiration Louis XV, intérieur de style « paquebot », devenu un tribunal administratif.
- Ancienne chambre de commerce, (1935) façade d'inspiration classique avec un bas relief par Raymond Couvègnes et une peinture de coupole représentant l'industrie et le commerce colonial.
- Immeuble du Jet d'Eau[102], (1932) place Leclerc, par André Ursault, imposante façade néo-classique abritant autrefois un café.
- Maison Rat, rue Alsace-Lorraine (1935) par Lucien et Maurice Martineau. La façade ondoyante présente une tête sculptée.
- Lycée Victor-Hugo (1922-1935) par les frères Martineau, rue Victor-Hugo.
- Banques autour de la place du Maréchal-Leclerc et rue du Marché, par les frères Martineau et Henri Jamard.
- Ancien sanatorium (années 1930), Marcel Boudoin architecte, devenu CROUS. Bâtiment rationaliste avec des balcons rappelant le style « paquebot ».
- Salle René Savatier de la faculté de Droit, ornée de peintures allégoriques de Pierre Girieud (1930-1931) et d'un bas-relief de Jean et Joël Martel (1927).
- Ancien théâtre municipal (1954), de style 1940, par Édouard Lardillier, un grand nom de l'architecture de salles de spectacle[103]. Le hall conserve un rare ensemble décoratif en verre églomisé par Robert Pansart et des luminaires et ferronneries de Robert Caillat.

##### Monuments commémoratifs et statues

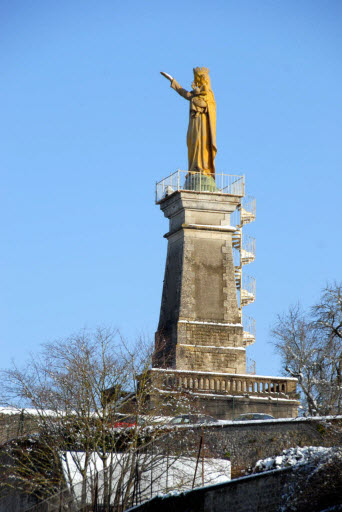
Notre-Dames des Dunes (1876).

- Monument de la guerre de 1870, square de la République. Composé d'un obélisque de réemploi (XVIIIe ?) et d'un bronze expressif de Jules Coutan.
- Monument aux morts de 1914-1918, boulevard de Verdun[104], œuvre d'Aimé Octobre.
- Monument aux coloniaux, boulevard Solférino, détruit dans le bombardement de 1944, c'est aujourd'hui une simple stèle.
- Jeanne d'Arc ou l'Ange de la Paix, square des Cordeliers, œuvre de Maxime Real del Sarte (1929).
- Notre-Dame des Dunes, statue colossale sur les falaises des Dunes, construite à l'instigation du cardinal Pie (1876).
- La Liberté éclairant le Monde, copie d'après Bartholdi, érigée en 1903 sur la place de la Liberté par la loge maçonnique, La Solidarité[105].

#### Ouvrages d’art
- Ponts :
  - sur le Clain :

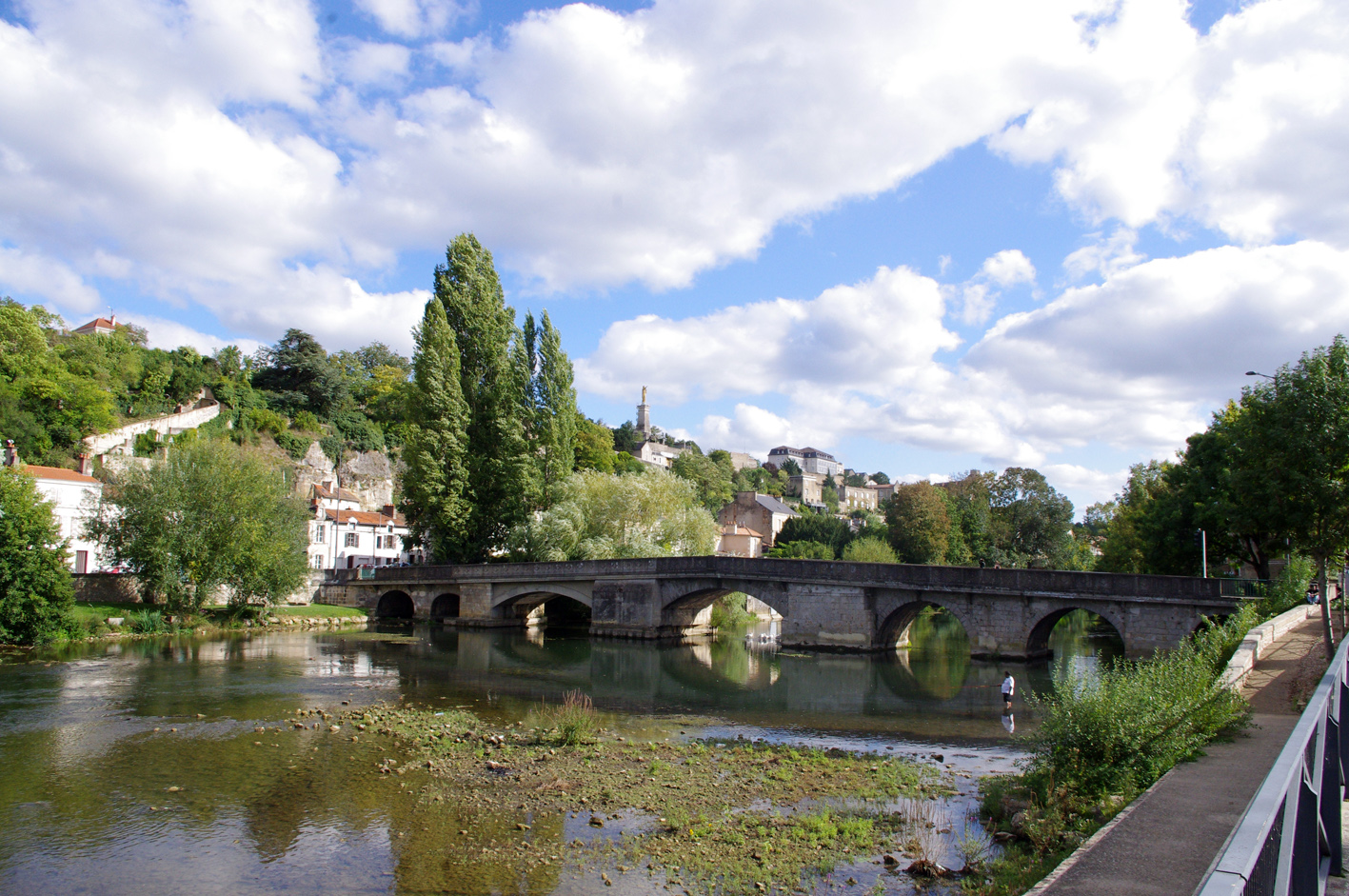
Le pont Joubert sur le Clain.

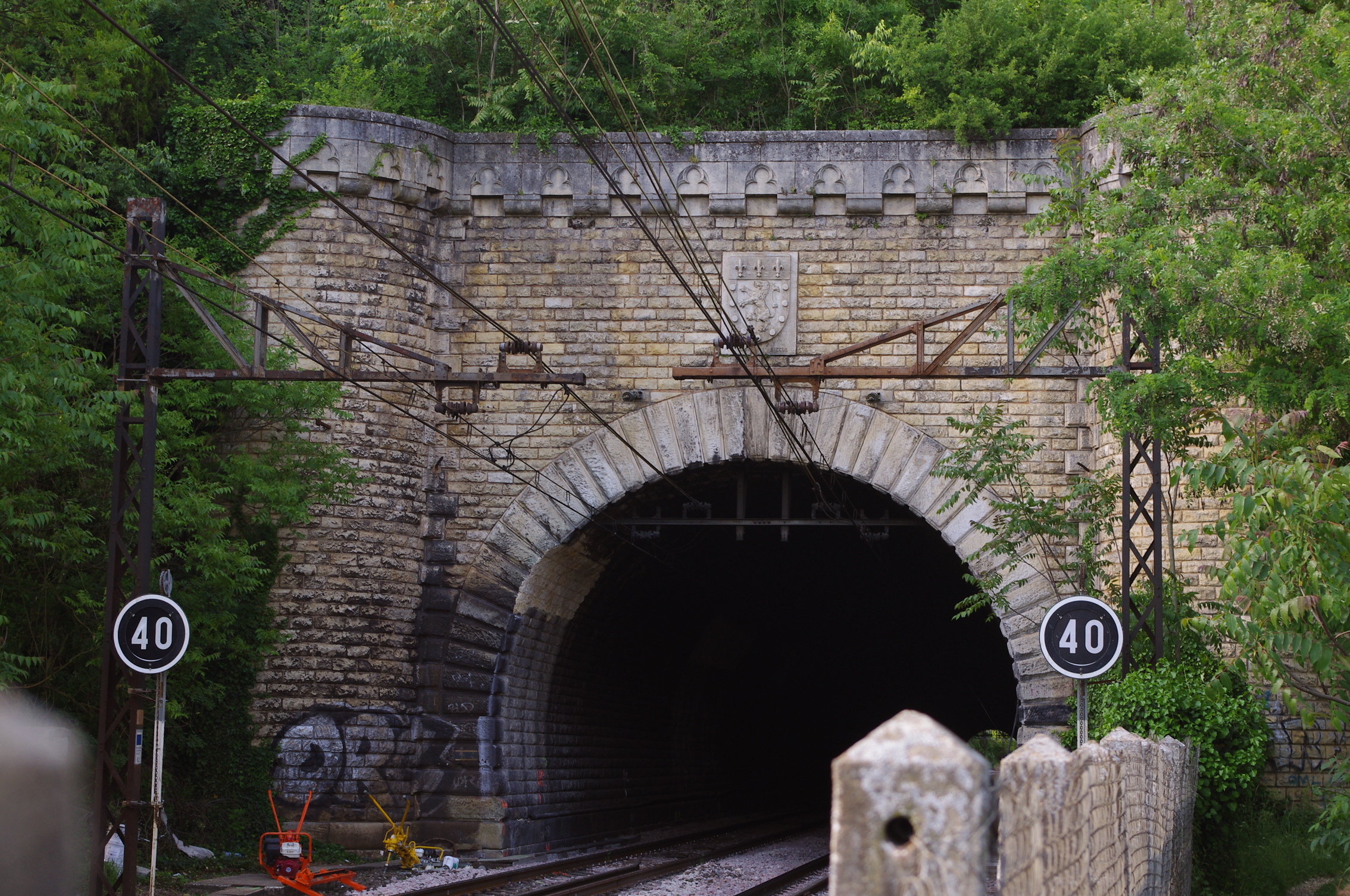
Tunnel du chemin de fer, orné des armoiries de la ville.

    - pont Joubert (pont médiéval, à sens unique depuis début 2015),
    - pont Neuf, construit par l'ingénieur Barbier en 1778 (routier, quatre voies),
    - pont Saint-Cyprien (routier, quatre voies),
    - pont de la Pénétrante (voie rapide, années 1970),
    - pont de Rochereuil (routier, deux voies),
    - pont de l’Intendant Le Nain (routier, trois voies),
    - pont de chemin de fer (XIXe siècle, deux voies) ;

  - sur la Boivre :
    - pont Achard (également au-dessus des voies de chemin de fer).
- Autres :
  - tunnel du chemin de fer, ornée de portiques imitant des portes de ville médiévales (1849-1850).

### Patrimoine naturel
Le plus célèbre est le parc de Blossac siège d'un petit parc animalier. La communauté d'agglomération de Poitiers mène un effort d'extension des espaces verts, notamment le long des vallées du Clain et de ses affluents. Ces terrains autrefois construits sont souvent en zone inondable. Ces nouveaux espaces verts s'ajoutent aux squares et jardins publics plus anciens.
- Parc de Blossac, créé par l'intendant du Poitou à partir de 1753 derrière les anciens remparts du Moyen Âge, il présente des perspectives et des arbres tailles à la française. En 1899, on y installa un petit jardin à l'anglaise et en 2003 on restaura le Grand Pré en y aménageant un jardin contemporain. le Parc est ornée de statues par Antoine Étex, Hippolyte Maindron, Raymond Sudre, une copie de la coupe de Warwick et des fontes de Barbedienne.
- Jardin des plantes, aménagé derrière l'ancien Hôtel Dieu dans les années 1870 dans le style anglais.

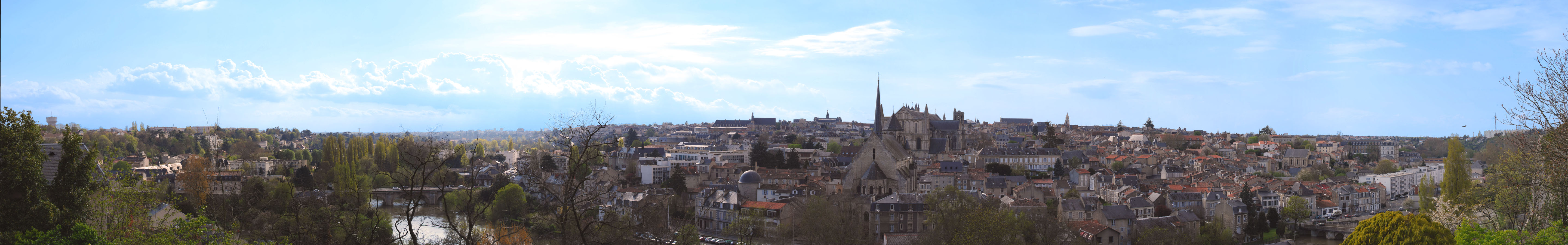
Panorama de Poitiers, vu du Rocher de Coligny (quartier des Dunes).

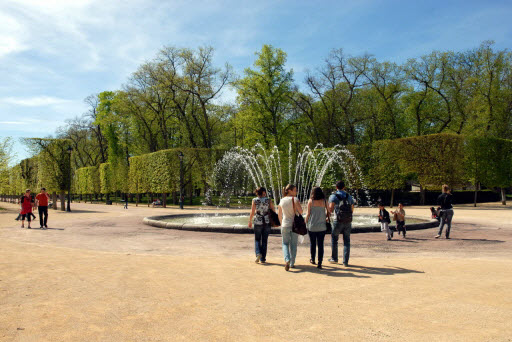
Parc de Blossac.

La forêt de Moulière et le bois de Saint-Pierre

### Musées
Poitiers compte trois musées dont deux réunis en une seule administration. Yves Bourel, conservateur et ancien directeur du musée de l’Hôtel Sandelin à Saint-Omer, a dirigé le début de la restructuration des musées de Poitiers et du lancement du projet pôle muséal de la ville de Poitiers. Il quitte la direction des musées en juin 2009.

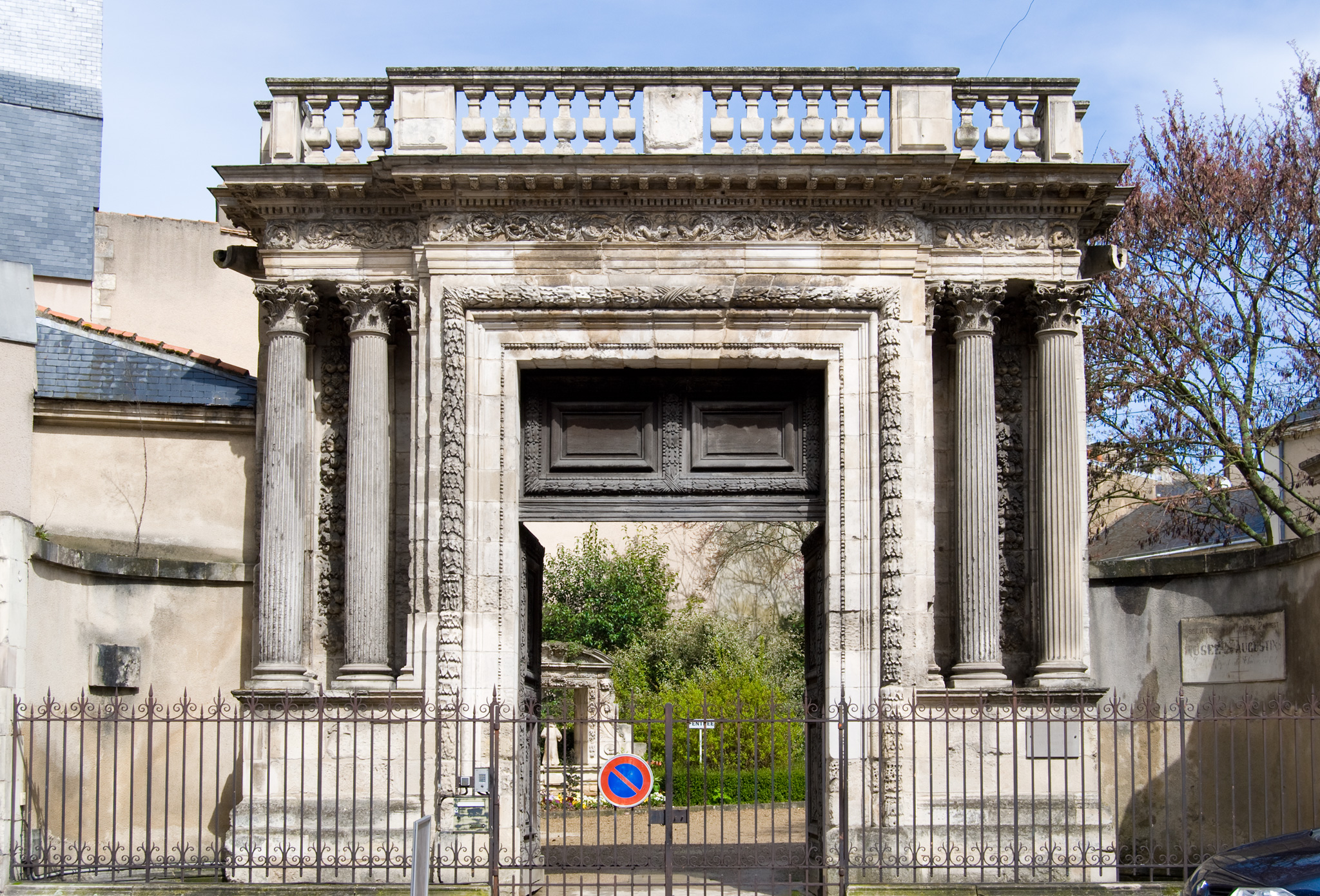
Musée Rupert-de-Chièvres.

Musée Sainte-CroixC'est le plus grand musée de la ville. Construit en 1974 sur les plans de l'architecte poitevin Jean Monge, le musée Sainte-Croix se dresse à la place de l'ancienne abbaye Sainte-Croix. C'est une vaste structure de béton et de verre, dans le plus pur style des années 1970. Il accueille en exposition permanente les époques de la préhistoire à l'art contemporain, en passant par la période médiévale et les Beaux-Arts. Il possède notamment plusieurs sculptures majeures de Camille Claudel.
Musée Rupert-de-ChièvresDeuxième musée de la ville de Poitiers, le musée Rupert-de-Chièvres est un ancien hôtel particulier situé en plein centre-ville, entre la préfecture et l'hôtel de ville. Le musée couvre les périodes inexplorées par le musée Sainte-Croix, du XVIe au XVIIIe siècle.
Hypogée de Mellebaude est le troisième musée de la ville de Poitiers. Situé sur la colline des Dunes, c'est un témoignage unique du paléo-chrétien.

#### Œuvres
Les œuvres peuvent se trouver dans l’un ou l’autre des deux musées.
- Vestiges d'un polyptyque par Paolo Veneziano.
- Elie et la veuve de Sarepta de Giovanni Lanfranco.
- La Mort d'Hyacinthe de Jean Broc, musée Sainte Croix.
- La Générosité des dames romaines[107], tableau de Louis Gauffier, musée Rupert-de-Chièvres.
- Œdipe maudissant Polynice de Jacques-Augustin-Catherine Pajou, déposé par le musée du Louvre en 1872, visible au musée Sainte-Croix.
- la Valse de Camille Claudel.
- La Sirène et le Poète de Gustave Moreau.
- Maisons de ferme à Oehle de Piet Mondrian.
- Sur le yacht de Pierre Bonnard.
- Weeping Venus de Romaine Brooks.
- Objet mobile recommandé aux Familles de Max Ernst.

### Établissements culturels
- Médiathèque François-Mitterrand.
- Espace Mendès-France, centre de culture scientifique, technique et industrielle.
- Le Confort moderne, salle de concert et d'exposition gérée par l'association l'Oreille est Hardie, où programme également l'association Nage Libre / Jazz à Poitiers.
- La Fanzinothèque, première bibliothèque de fanzines en France.
- Le conservatoire national de région.
- Théâtre Auditorium de Poitiers (TAP) : scène nationale proposant théâtre, danse, cinéma art et essai.
- Le cinéma salle art et essai Le Dietrich.
- Le Carré Bleu.
- Maison des jeunes et de la culture (MJC) quartier des Couronneries.
- Palais des ducs d'Aquitaine.

### Ville de garnison
Éloignée des frontières, située à un nœud de communications et à proximité d’un champ de tir, la ville de Poitiers a accueilli de nombreuses unités militaires en garnison.
- Artillerie :
  - le 20e régiment d’artillerie : dissous en 1996,
  - le 33e régiment d’artillerie,
  - le 49e régiment d’artillerie : créé à Poitiers en 1911, il y reste jusqu’en 1914,
  - le 109e régiment d’artillerie lourde ;
- matériel :
  - le 9e Bataillon du Matériel ;
- transmission :
  - le 29e bataillon de transmissions,
  - le 58e régiment de transmissions ;
- cavalerie :
  - en 1832 : le 4e régiment de hussards ;
- infanterie :
  - le 125e régiment d’infanterie.
- Actuellement, sont présents à Poitiers :
  - le RICM (Régiment d'infanterie chars de marine),
  - l’état-major de la 9e BIMa (9e brigade d'infanterie de marine).

### Héraldique, logotype et devise
| Blason de Poitiers | Blason  | D'argent au lion de gueules, à la bordure de sable besantée d'or ; au chef d'azur chargé de trois fleurs de lis d'or Devise / Cri'Sainte, Saine et Savante, en référence à l'importance de ses églises, monastères, hôpitaux et à son université. |
| Blason de Poitiers | Détails | Le statut officiel du blason reste à déterminer. |

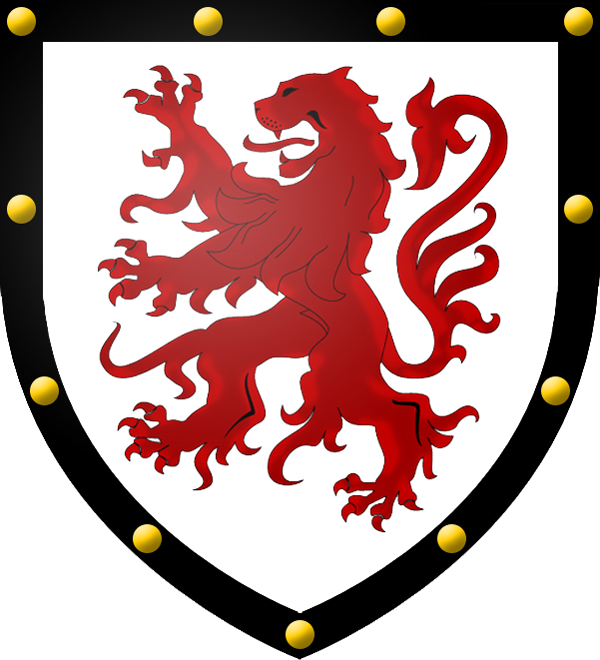
Armoiries de Richard de Cornouailles, prétendant Plantagenêt au comté de Poitiers.

Logotype de 2010 à 2021.

Les sceaux des anciens comtes héréditaires du Poitou ne nous présentent pas d'armoiries visibles. Les armes au lion rampant sont portées par Richard Cœur-de-Lion et Othon IV, comtes de Poitiers. C’est le dernier prétendant Plantagenêt au comté de Poitiers, Richard de Cornouailles, frère du roi Henri III (roi d'Angleterre), qui nous fait connaître les couleurs de ces armes et qui vulgarise leur usage. Richard portait : d'argent au lion de gueules couronné d'or à la bordure de sable besantée d'or. Ces armes entrent dans plusieurs grandes maisons, qui ont la charge honorifique de lever la bannière du Poitou, comme les Mauléon ou les Châtellerault. Ceux-ci regroupaient la milice municipale de Poitiers derrière la bannière du Poitou, portant ces armes.
Les armes au lion rouge ont servi de base aux armes héraldiques d’officiers royaux de la province (maréchaux et sénéchaux du Poitou) et de villes : Châtellerault, Mauléon et Poitiers, capitale du Poitou. Cette dernière ville a même conservé la version besantée du prince de Cornouailles, avec un chef aux lys d'or des rois de France, mêlant ainsi les armes des deux ennemis capétiens et Plantagenêt sur son blason.
Il existe encore de très nombreuses représentations de ces armes en vitraux ou sculptées à Poitiers.
Le chef de France (d'azur à trois fleurs de lys d'or) surcharge la partie haute de la bordure et ses trois besants depuis que la ville fut rattachée au royaume de France. Elle le conserva sous domination anglaise. Le blasonnement actuel sous-entend une bordure chargées de 8 besants (valeur défaut pour le besanté). Cependant, les représentations les plus fréquentes présentent 9 besants visibles, ce qui, avec les trois cachées par le chef brochant, conforte la thèse de 12 besants de Victor Adolphe Malte-Brun.
Le logo de la ville de 2010 à 2021 reprenait les couleurs des armoiries. La communauté d'agglomération du Grand Poitiers et l'office de tourisme de Poitiers utilisaient une déclinaison de ce logo avec des couleurs différentes.
Fin décembre 2021, la ville se dote d'un nouveau logo,.

### Poitiers dans la culture
Le nom de la ville en moyen français, Poictiers, a inspiré l'écrivain américain James Branch Cabell pour créer le Poictesme. Cette province historique française fictive sert de cadre à sa série littéraire de fantasy satirique Biography of the Life of Manuel (en).